# St. Cäcilia (Niederzier)

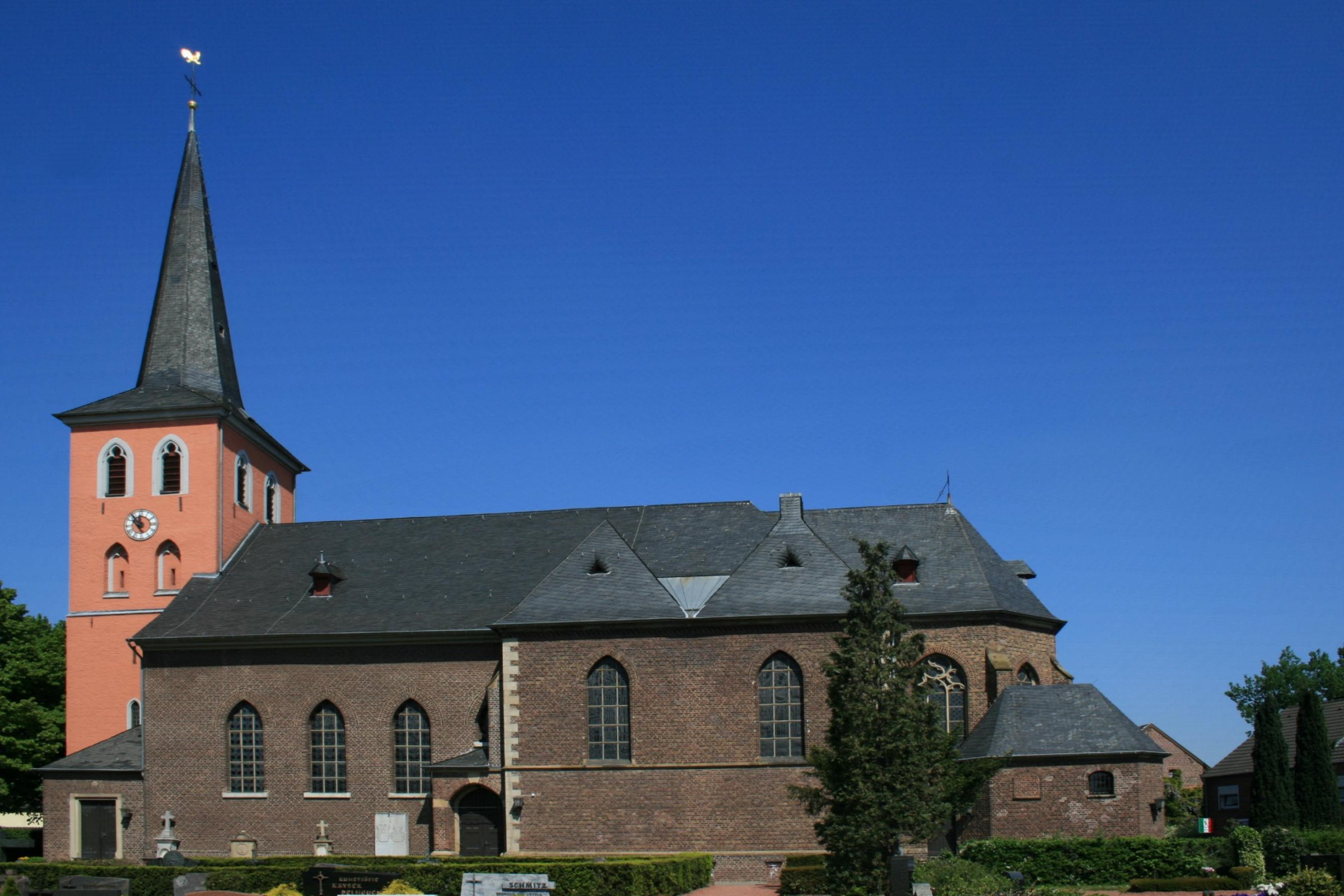
Pfarrkirche St. Cäcilia

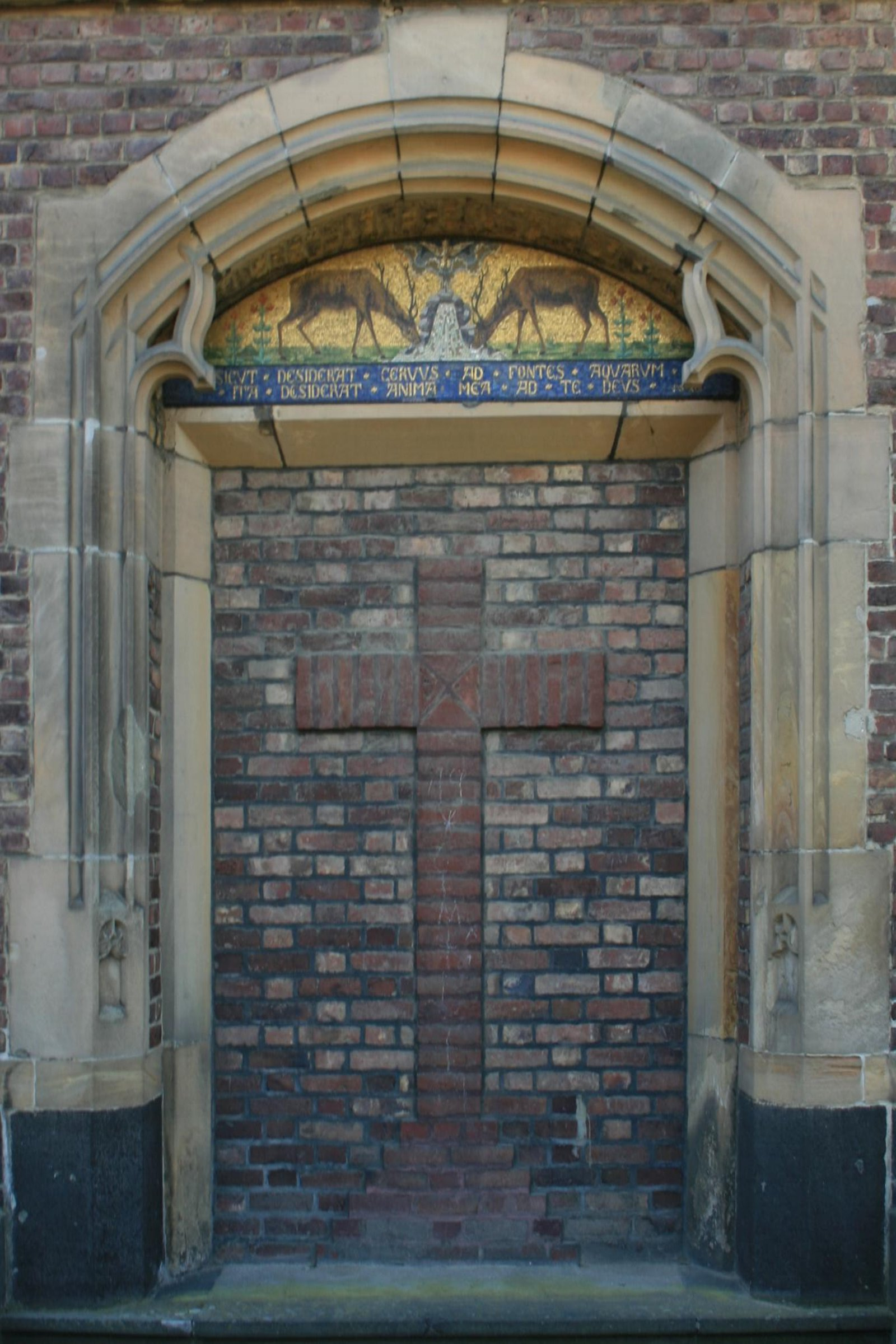
Das Außenkreuz im zugemauerten Torbogen

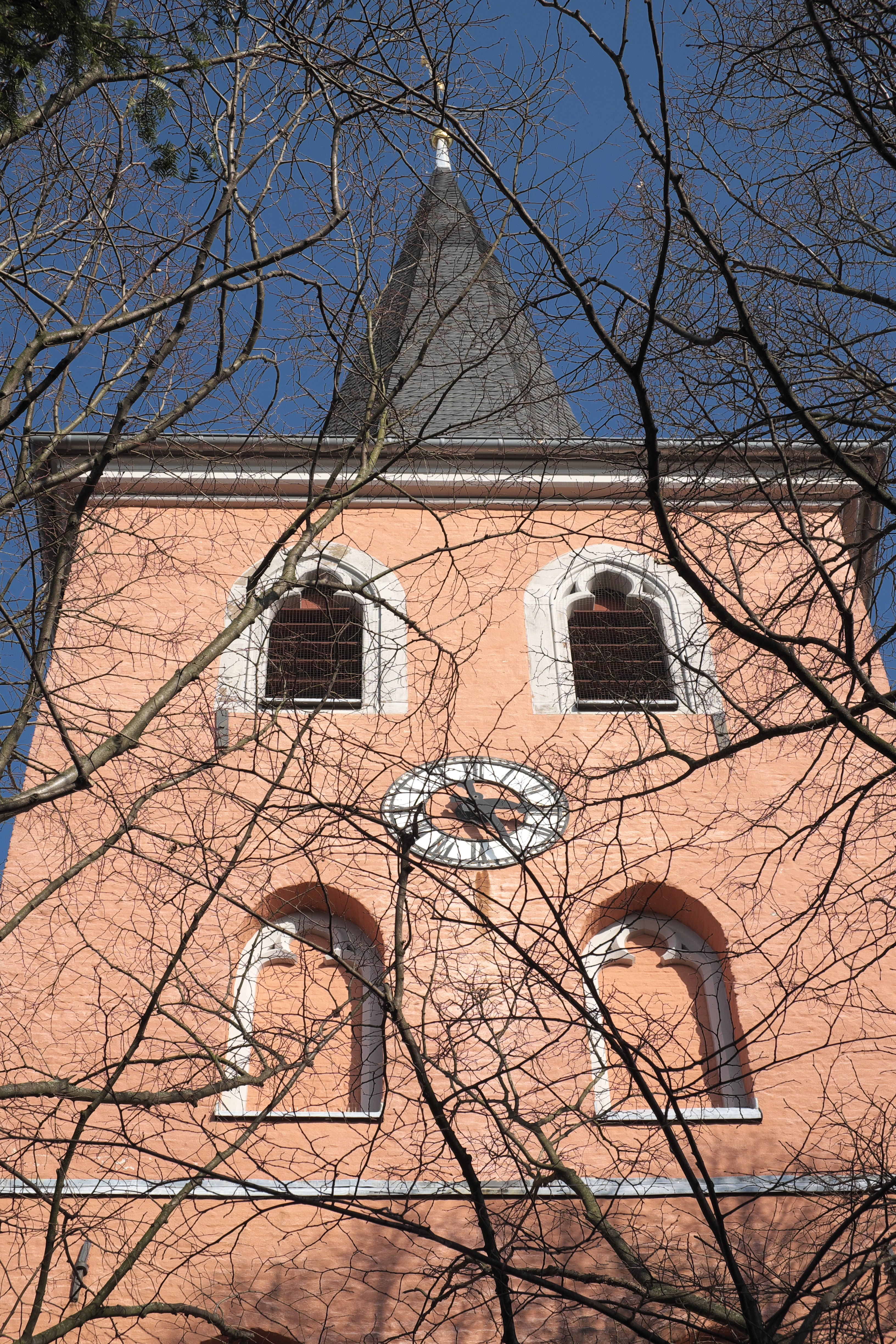
Nahaufnahme des Kirchturms

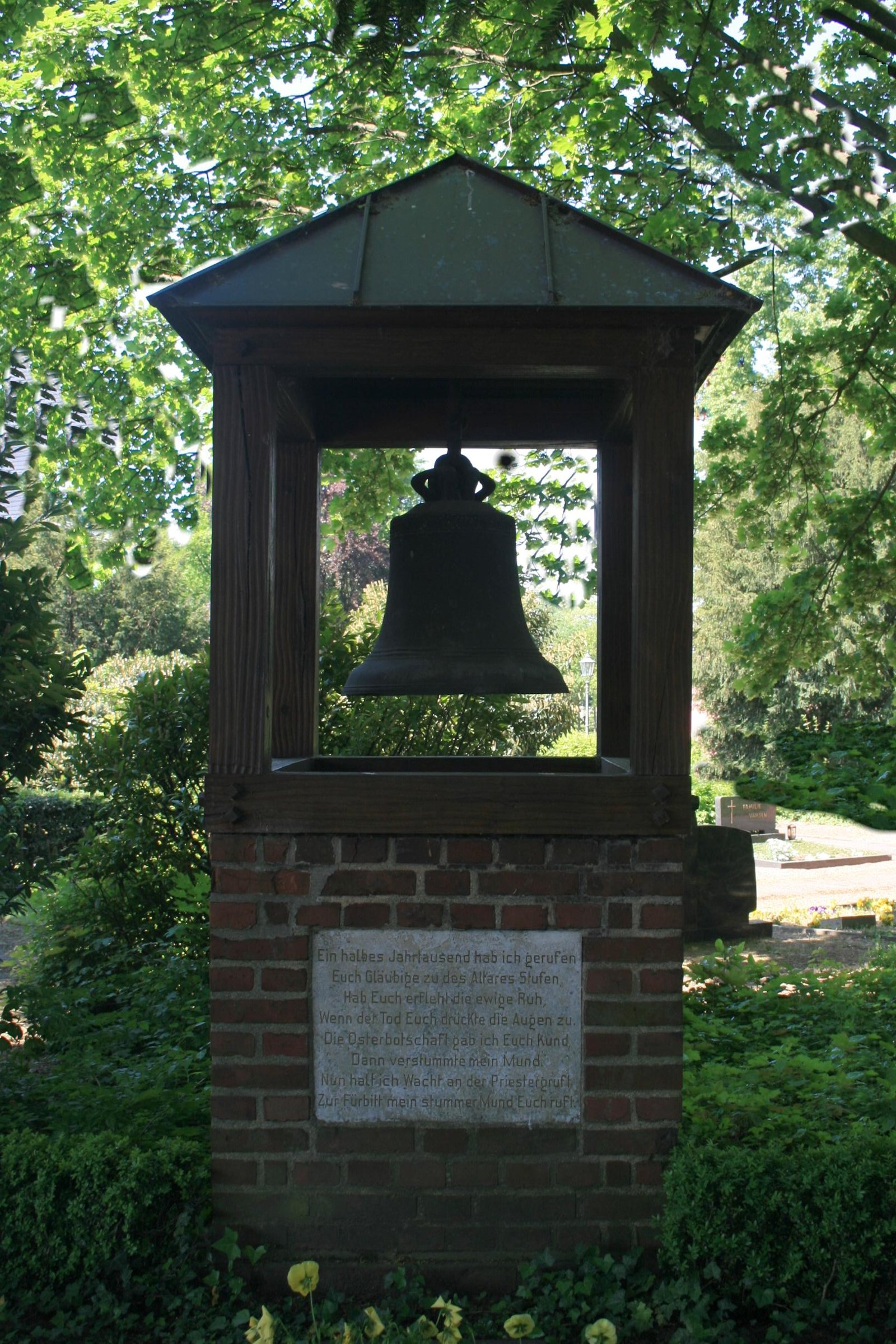
Das Türmchen an der Priestergrabstätte

Die Kirche St. Cäcilia ist die römisch-katholische Pfarrkirche des Ortsteils Niederzier der Gemeinde Niederzier im Kreis Düren (Nordrhein-Westfalen).

## Geschichte
Die Gemeinde Niederzier hat sich wahrscheinlich nach der Jahrtausendwende gebildet und schon bald eine Kirche gehabt, die vielleicht Tochterkirche von Oberzier war. Im 12. Jahrhundert ist sie als Pfarrkirche zur hl. Märtyrerin Cäcilia erwähnt und gehörte zur Kölner Dompropstei. Im Liber valoris (Werte-Buch der Kirchen der Diözese Köln) hatte sie daher wohl auch nur einen Vikar. Im Jahre 1122 wird erstmals ein Pfarrer „Giselbertus“ genannt. Dieser wird später zum Abt der Augustiner-Chorherrenabtei von Klosterrath bei Kerkrade in den Niederlanden gewählt. Am 30. August 1165 fand die Konsekration der Pfarrkirche durch Philipp von Katzenelnbogen (Bischof) statt.
Im Jahre 1308 wurden im liber valoris alle abgabenpflichtigen Pfarrkirchen im Dekanat Jülich u. a. auch Niederzier aufgeführt. Im Juni des Jahres 1358 wurde „Martinus de sancto Petro Veteri“ als Pfarrer von Niederzier genannt. Im September des gleichen Jahres „Jacob Hardevust“.
Um 1550 ist der Neu- bzw. Umbau der Pfarrkirche und des Turmes erwähnt. 1575 richtete die Gemeinde Hambach ein Bittgesuch an den päpstlichen Nuntius um Umpfarrung. 1576 wurde die bis dahin zur Pfarre Niederzier gehörende Kapelle Hambach zur Pfarrkirche erhoben. 1583 hatte die Pfarre den hl. Urban und die hl. Cäcilia als Patrone. Neben dem Kölner Dompropst hatte von da an der Jülicher Herzog das Besetzungsrecht in den sogenannten päpstlichen Monaten. Während des Dreißigjährigen Krieges (1641) wurden die Kirche und das Pastorat durch das kaiserliche Kriegsvolk geplündert. Im Winter des Jahres 1673 gelangten auf dem Zug vom Rhein nach Maastricht deutsche und niederländische Truppen im Dienste Frankreichs ins Dürener Land und brachten eine große Not. Auch hier wurde die Kirche geplündert und verwüstet.
Bei der Teilung der Erzdiözese Köln unter französischer Herrschaft kam 1801 das Kreisgebiet Düren zum neugegründeten Bistum Aachen. Die Pfarre gehörte zum Dekanat Jülich, 1804 kam sie zum Kanton Düren und hatte von da an nur noch die Hl. Cäcilia als Patronin. Der Bischof von Aachen Marc-Antoine Berdolet gab im gleichen Jahr eine „Organisation der Aachener Diözese“ heraus und teilte die Diözese nach den staatlichen Friedensgerichten ein, nach denen es nur noch eine Hauptpfarrei geben durfte. Niederzier wurde als Säkursal-Pfarre geführt. Im Jahre 1805 wurde die „Seelenzahl“ für die Pfarre mit 900 angegeben.
Am 5. Mai 1814 wurden der Neubau eines Pastoratshauses in der Rathausstraße sowie das Langhaus der heutigen Kirche in Auftrag gegeben. Im Jahre 1821 wurde das Bistum Aachen wieder aufgelöst. Die Pfarreien Niederzier und Oberzier verblieben beim Dekanat Düren.
Im Jahre 1824 kam es infolge des undichten Daches und durchlaufenden Regens zum Einsturz eines Teiles des Kirchengewölbes. Nachdem der Aachener Generalvikar Martin Wilhelm Fonck die Genehmigung zum Abbruch der alten Kirche und der Altäre erteilt hatte, wurde am 8. Mai 1824 durch den „Königl. Preuß. Landrath Freiherrn von Lommessen“ der Neubau der Kirche in Angriff genommen. Die Kirche erhielt ein neues Langhaus, das heutige Mittelschiff und der Turm blieben bestehen. Jean Cremer, Gutsbesitzer aus Mariaweiler, erhielt den Bauzuschlag, die Planung wurde von Bau-Conducteur Allardt übernommen. Die Gesamtkosten waren mit 5.389 Talern angegeben. Die dabei entstandenen Kostensteigerungen wurden durch sog. „extraordinäre“ Holzschläge gedeckt. Auf diesen Bauabschnitt verwies eine Inschrift über einem der südlich gelegenen Eingänge der Kirche: Dasein gab der Kirche der hiesige Wald. Den neuen Hochaltar stiftete Gräfin Maria Franziska Sophia Josina von Hochsteden. Der Hochaltar – eine gute Rokokoarbeit aus buntem, bayerischen Marmor – besaß einen Tabernakel und eine Expositionsnische. Den Abschluss bildete ein schönes Medaillon-Relief mit der Figur Gott Vaters sowie eine Mensa mit dem Hochstedenschen Wappen „anno 1825“. Er stammte aus der kurfürstlichen Hauskapelle in Bonn und wurde bis zur Erweiterung der Kirche 1905/06 als Hauptaltar und später als Nebenaltar genutzt. Als Dank für die Schenkung übertrug der damalige Pfarrer Christian Joseph van Berti der Gräfin das Recht, den sog. Landauer Stuhl für sie, ihrer Familie und sonstige Freunde vom Stande uneingeschränkt zu nutzen. Bei der Neuordnung der wiederhergestellten Erzdiözese Köln im Jahre 1825 wurde die Pfarre dem neuen Dekanat Jülich zugeordnet. Am 13. Juli 1826 wurde der Neubau der Kirche eingeweiht.
An der Nordseite der Kirche befindet sich aus dieser Zeit ein Musaicum, das sich dem Psalm 42 widmet und mit: „Sicut Desiderat cervus ad fontes aquarum ita desiderat anima mea ad te deus“ (So wie sich der Hirsch nach der Wasserquelle sehnt, so sehnt sich meine Seele nach dir, o Gott) gekennzeichnet ist.
Über den Inneneingängen im Turmbereich findet sich jeweils der Spruch: Preiset den Herrn und ehret die Hl. Cäcilia. Die rot eingefärbten Buchstaben verweisen auf den Kirchenneubau im Jahre 1825.
Für das Jahr 1828 werden eine ganze Reihe von Neuanschaffungen und Ausbesserungen vermerkt: so z. B. für die Altäre, zwei Bilder, zwei Seitenaltäre, zwei neue Beichtstühle, eine neue Kommunionbank, ein neuer Beichtstuhl in der Sakristei, ein neues Kirchenfenster, ein neuer Schrank zur Aufbewahrung der Paramente und die Reparatur der Kirchenbänke. Am 20. Januar 1820 beantragte der damalige Kirchenvorstand beim Landrat in Düren, für die Stiftung der Eheleute Reiner Lövenich und Anna Katharina Nelles, bei der Königlichen Regierung in Aachen die Genehmigung einzuholen, damit die in der Stiftung benannten Ländereien in Besitz genommen werden konnten. Aus dem Jahre 1831 ist bekannt, dass der Versuch, einen Klingelbeutel einzuführen, abgelehnt und stattdessen eine Stiftung genehmigt wurde. Diese hatte den Zweck „was der Kirche mangelt, wird ihr aus unserem Walde zugesetzt“. Für das Jahr 1832 ist vermerkt, dass die verstorbene Niederzierer Bürgerin Anna Josepha Esser der Kirche eine Kapitalsumme von 76 Reichstalern sowie zwei goldene Zierkelche vermachte. Am 2. November 1833 besuchte der Kronprinz von Preußen, Friedrich Wilhelm IV., die Gemeinde. Hier überreichte ihm Pfarrer Christian Joseph von Berti den Ehrenwein und konnte mit ihm ein gut anderthalbstündiges Gespräch führen. Im Jahre 1835 wurde die Orgel aus der alten Kirche in Dremmen für 600 Reichstaler erworben und eingebaut. Pfarrer Christian von Berti und seine Schwester stifteten der Pfarrkirche im Jahre 1841 ein Altärchen (Wandaufbau) für die Taufkapelle. Im Jahre 1845 wurde durch den Bauunternehmer Linden der Kirchturm um eine neue Glockenstube und einen neuen Helm erhöht. Der Turm, ein schlichter Backsteinbau, hat an jeder Seite zwei vermauerte Spitzbogen-Fenster mit Maßwerknasen. Am 31. Januar 1848 verstarb die Gräfin von Hochsteden und wurde in der in der Kirche befindlichen Familiengruft ihrer Eltern beigesetzt. Seit der Entfernung der Gruft aus der Kirche im Jahre 1906 erinnert ein Grabstein an der Kirchen-Südseite daran. Am 28. Juli 1852 erklärte sich der damalige Pfarrer Peil damit einverstanden, an den Sonn- und Feiertagen eine zweite Heilige Messe zu lesen. Am 21. März 1854 genehmigte der Gemeinderat einen vom Bildhauer C. Stephan aus Köln aufgestellten Plan und Kostenvoranschlag zur Vergrößerung und Verschönerung des Altares in der Kirche. Aufgrund eines weiteren Kostenvoranschlages wurden am 7. Juli 1858 gegenüber dem Kölner Bildhauer Christoph Stephan die Herstellung zweier Standbilder (der hl. Cäcilia und des hl. Nikolaus) in Auftrag gegeben. Im Jahre 1862 wurde das alte Vikariegebäude am Chor abgerissen und die freiwerdende Fläche zur Erweiterung des Friedhofes genutzt. Diese – an der rechten Seite nach Süden gelegene – Erweiterungsfläche wurde am 15. April 1864 eingesegnet. Im gleichen Jahr genehmigte die Gemeinde die Anschaffung eines Ziboriums in gotischer Form in Höhe von circa 110–115 Taler.
Am 17. August 1868 erfolgte die Konsekration des Hochaltares durch den Erzbischof von Köln, Paulus Melchers. Er brachte Reliquien von der Hl. Ursula-Gesellschaft und einiger anderer Heiliger mit, welche mit einer entsprechenden Urkunde in den Hauptaltar eingelegt wurden. Im selben Jahr fand eine Kirchenvisitation statt. Der damalige Pfarrer Johannes Peil gab dabei folgende Auskunft: die Pfarrgemeinde zählt 1.173 Katholiken, darunter circa 780 Kommunikanten. Die „Bruderschaft vom unbefleckten Herzen Mariä“ hat 947 Mitglieder, die „Bruderschaft zum guten Tode“ 857, die „Bruderschaft vom hl. Erzengel Michael“ 107 Mitglieder. Es besteht noch eine Bruderschaft von Jesus, Maria und Josef. An Wallfahrtsorten werden genannt: Aldenhoven, Heimbach, Nievenheim und Kevelaer. In der Kirche befinden sich: drei Kelche, ein silberner und zwei kupferne, übergoldet mit silbernen Kuppen, zwei Ziborien, eine Monstranz, teils von Silber, teils von Messing, neun Alben von Leinen, 16 Messgewänder, teils aus Samt, teils aus Seide und anderen Stoffen. Am 24. April 1869 gründete sich zur Beschaffung einer neuen Orgel eine „Orgelbau-Kommission“. Im gleichen Jahr erging der Auftrag an den Bildhauer Stephan zu Köln und den Orgelbauer Dautzenberg in Linnich. Am 16. Februar 1870 lag die erzbischöfliche Genehmigung vor. Am 23. November 1871 konnte der Einbau des Orgelwerkes fertig gestellt werden.
Am 10. Januar 1880 erwarb man zur weiteren Vergrößerung des Friedhofes eine kleine Baumwiese sowie zwei Privatgartenparzellen. Am 2. September 1880 übertrug die Zivilgemeinde der Kirchengemeinde die Pfarrwohnung mit Hofraum und Hausgarten sowie die Pfarrkirche einschl. Kirchturm und Sakristei. Der Friedhof verblieb im Besitz der Zivilgemeinde. Im Jahre 1882 stifteten die Jünglinge des Dorfes der Pfarrkirche einen Kelch im Werte von 360 Mark. Zum Fest der hl. Cäcilia im Jahre 1883 stifteten die „Jungfrauen von Niederzier“ der Pfarrkirche ein neues Reliquiar mit einer neuen, großen Reliquie der hl. Cäcilia. Es wurde von dem Hof-Goldschmidt Gabriel Hermeling, Köln, gefertigt. Für das Jahr 1887 ist die Beschaffung der 14 Kreuzwegstationen aus Eichenholz durch den Kölner Bildhauer Josef Fink vermerkt. Im gleichen Jahr wurden zwei neue Chorfenster durch die Firma Hertel & Bergs eingebaut. 1888 erfolgte eine neue Verglasung von acht Fenstern im Kirchenschiff. Am 13. Mai 1898 beschloss der Gemeinderat den Ankauf der neben der Kirche gelegenen, vom Friedhof größtenteils eingeschlossenen drei Wohnhäuser, zur Erweiterung des Friedhofes.

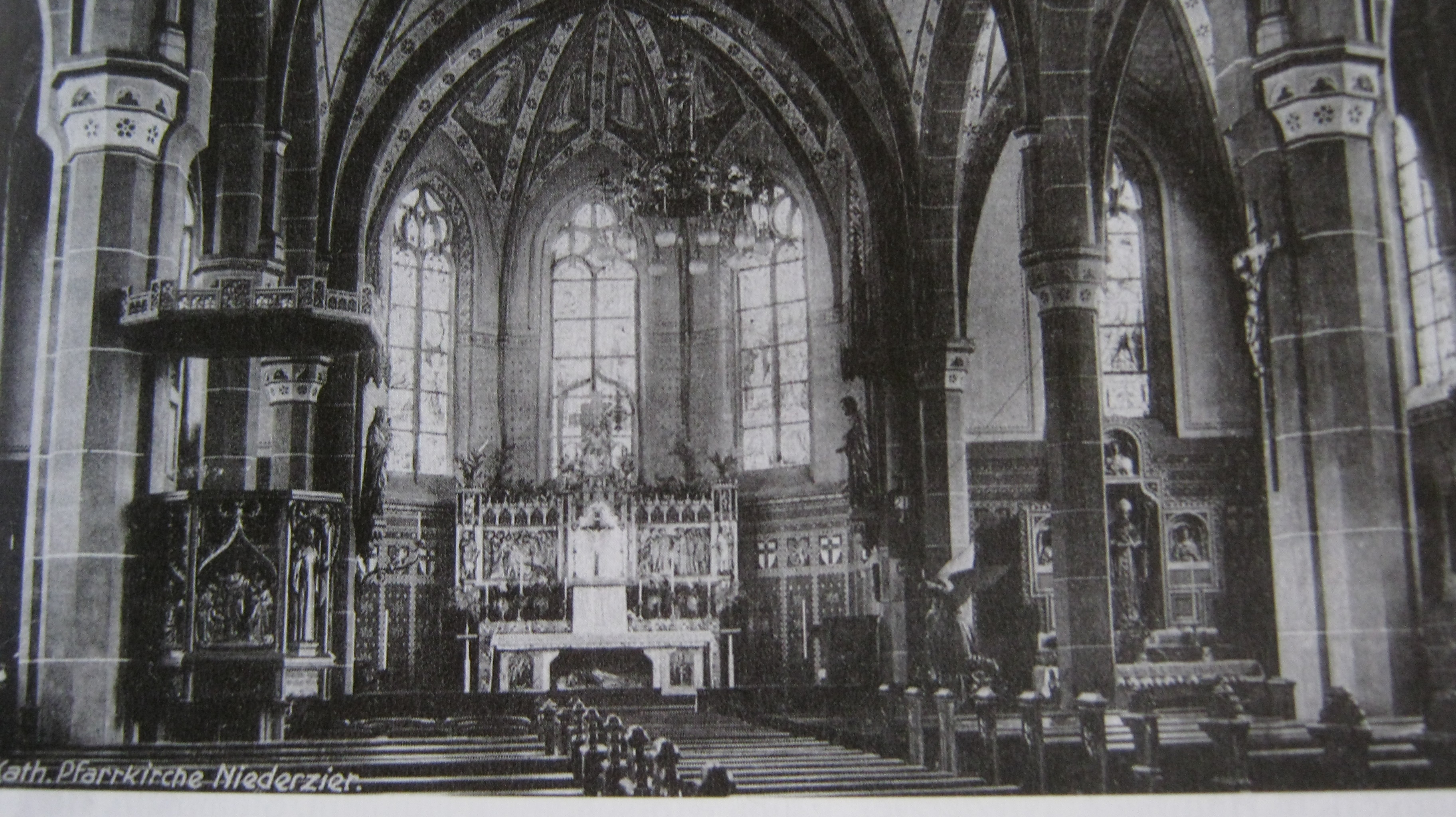
Pfarrkirche st. Cäcilia vor dem Zweiten Weltkrieg

Im Jahre 1905 begann der Erweiterungsbau der Kirche nach den Plänen des Diözesanbaumeisters Edmund Renard, Köln. Der alte Chor wurde abgebrochen, neue Querschiffe und ein neuer Chor nach Osten angefügt. Im Zuge der Erweiterung wurde im Jahre 1906 der im Jahre 1825 von der Gräfin von Hochsteden gestiftete Hochaltar niedergelegt und als Seitenaltar (Marienaltar) wieder aufgerichtet. Der in Niederzier geborene Domkapitular Arnold Steffens stiftete dafür im gleichen Jahr einen großen Cäcilienaltar, ausgeführt von dem Kölner Künstler Alexander Iven und dem Kölner Kunstschreiner Sion. Der dreiteilig gegliederte Altar, in großen Teilen aus Marmor, zeigt im rechten Flügel den Hochzeitszug der heiligen Cäcilia, der linke die Grablegung der Heiligen. Bei den dargestellten zwei Figuren handelt es sich um den heiligen Valerian, den Bräutigam der heiligen Cäcilia und dessen Bruder Tibertius, beide im römischen Gewand. Das linke Mosaik zeigt den Erzengel Michael, das rechte den heiligen Urban. In der großen Nische unter dem Altartisch stellt eine liegende Figur die heilige Cäcilia dar, eine nahezu identische Replik der Skulptur dieser Heiligen, die Stefano Maderno, einer der berühmtesten italienischen Barockbildhauer, geschaffen hat. Am 15. Juni 1907 konnte der Kirchenerweiterungsbau abgeschlossen werden. Im Jahre 1909 erhielt die Kirche im weiteren Ausbau ein neues, neugotisches Kreuzrippengewölbe anstelle des bisherigen Tonnengewölbes sowie ein neues Dach. Am 1. Mai 1908 wurden im Erzbischöflichen Museum in Köln vier Heiligenstatuen, die über ein Jahrhundert auf dem Dachboden der Pfarrkirche lagerten, vom Kölner Bildhauer Josef Fink restauriert. Die älteste Figur, der hl. Hubertus, stammt aus der Gotik. Die Statuen des hl. Urbanus und der hl. Ursula sind aus der Renaissance. Die drei Figuren sind aus Lindenholz gefertigt. Die Statue des hl. Johannes Nepomuk, aus Eichenholz, stammt aus der Hauskapelle der 1848 ausgestorbenen Familie der Grafen von Hochsteden. 1910 wurde die Kirche von dem Kirchenmaler Josef Renard, Köln, ausgemalt. Ein neuer Predigtstuhl wurde im Jahre 1912 angebracht. Im Jahre 1915 wurde eine Turmuhr angeschafft. Am 1. März 1917 wurden die Zinnpfeifen der Kirchenorgel und am 18. April 1918 auch die Blitzableiter auf der Kirche für Kriegszwecke abmontiert. Am 9. Oktober 1921 wurde das neue Jugendheim am Pastorat eingeweiht. Hierfür hatte sich der damalige Pfarrer Franz Müller eingesetzt. Es sollte den Jugendlichen vor allem im Winter an den Sonntagnachmittagen und auch anderen Vereinszwecken dienen. Aus dem Jahre 1922 stammt die Monstranz in der Pfarrkirche. Im Fuß befinden sich eine lateinische Inschrift und das Datum 1922. Auf dem Fuß sind vier weißsilberne Medaillons mit Evangelistensymbolen aufgelegt, davon eines rückseitig gestempelt: LEO MOLDRICKX Köln, 800 Halbmond Krone. Insgesamt eine Arbeit des Neobarock mit klassizistischen Elementen.
Im Jahre 1927 wurde eine neue, größere Orgel (die dritte) angeschafft. Dafür wurde eine neue Orgelbühne errichtet. Für das Jahr 1930 ist der Einbau einer ersten Heizung, System Mahr, vermerkt. Sie wurde in der Osterwoche in Betrieb genommen. Im gleichen Jahr wurden die beiden großen Glocken mit einem elektrischen Antrieb versehen. Am 5. Oktober 1930 wurde das Bistum Aachen als Suffragan-Bistum von Köln aus linksrheinischem Gebiet des Erzbistums Köln und aus einem kleinen Teil des Bistums Münster wieder errichtet. Die Pfarreien Niederzier und Oberzier wurden dem Dekanat Jülich zugeschrieben. Nach dem Zweiten Weltkrieg wurde am 10. Mai 1945 (Christi Himmelfahrt) durch Pfarrer Müller die erste hl. Messe gelesen. Die Kriegsschäden wurden bis zum Jahre 1952 behoben. Hier ist vor allem auch die Neubeschaffung von fünf Kirchenfenstern zu erwähnen. Diese findet man über dem Marienaltar, über dem Nikolausaltar sowie die drei mittleren Fenster im Chor in östlicher Richtung. Bei der Errichtung des Dekanates Arnoldsweiler im Jahre 1957 wurde die Gemeinde diesem zugeteilt und nach dessen Auflösung 1973 dem Dekanat Düren-Ost zugeordnet. Am 1. Oktober 1957 erfolgte die Umpfarrung des Gutshofes Haus Eilen von der Filialgemeinde St. Josef in Krauthausen im Verband der Mutterkirche St. Stephanus, Jülich-Selgersdorf zur Pfarrgemeinde St. Cäcilia. Im Jahre 1958 stiftete die St. Nikolaus Schützenbruderschaft e. V. 1621 Niederzier ein Kirchenfenster mit dem Hl. Nikolaus von Myra als Motiv. 1969 wurde der Chorraum nach Plänen von Heinz Kaldenbach, Eschweiler, umgebaut. Der neue Zelebrationsaltar von Sepp Hürten, Köln, wurde am 12. Februar 1977 geweiht.

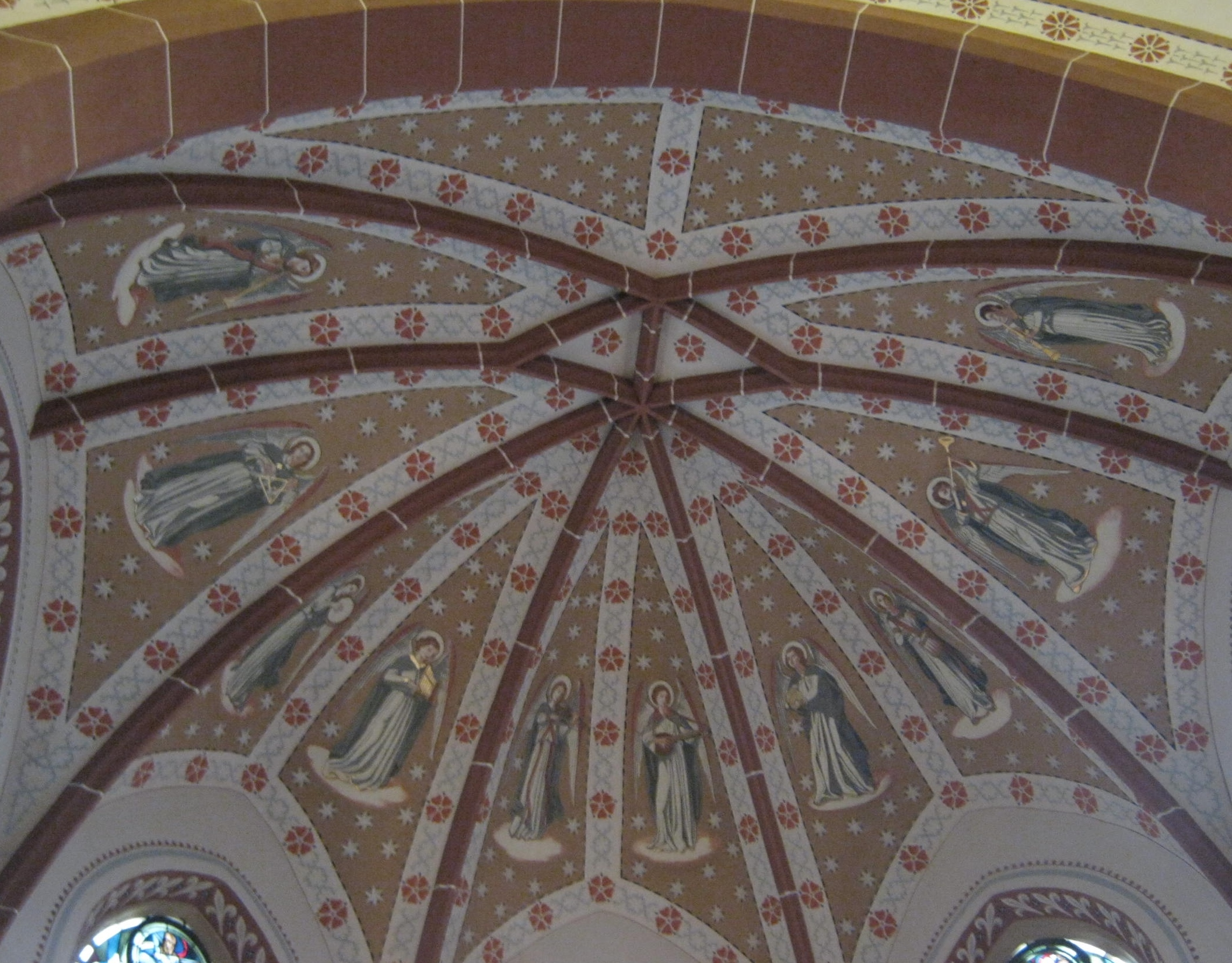
Deckenmalerei im Chor

In den vergangenen Jahren wurde im Rahmen eines Zehnjahresplanes des Kirchenvorstandes der Innenraum der Pfarrkirche in seiner ursprünglichen Farbgebung mit Engeln an der Decke neu ausgemalt (2005), der Kreuzweg und der Nikolausaltar renoviert bzw. erneuert. Darüber hinaus erhielt die Pfarrkirche eine neue Heizung und die vorhandene Orgel wurde aufwendig saniert.
Heute präsentiert sich die Pfarrkirche als dreischiffige Backsteinhallenkirche mit schmalen Seitenschiffen, einem Querhaus und eingezogenem Chor mit 3/8-Schluss, einem vorgebauten, 4-geschossigen Westturm mit spitzer, 8-seitiger Haube und einer im Erdgeschoss befindlichen Taufkapelle. Auf der Südseite befindet sich ein kleiner Sakristeibau. Die Pfarrkirche verfügt über 280 Sitz- und 600 Stehplätze.
Die Kirche ist unter Nr. 14 in die Denkmalliste der Gemeinde Niederzier eingetragen. Die amtliche Denkmalbeschreibung lautet:

„Kath. Pfarrkirche St. Urban und Cäcilia. Turm-UG 15.–16. Jh., Langhaus 1825, Turmaufbau 1845, Langhauserweiterung 1907 durch Renard; 3-schiffige Hallenkirche mit schmalen Seitenschiffen und eingezogenem, 4-geschossigem Westturm; Querhaus und eingezogener Chor mit 3/8-Schluss, kleiner Sakristeianbau auf der Südseite, Backstein mit Werksteingliederungen; Turm mit spitzer, 8-seitiger Haube. An der Langhauswand aufgestellte Grabplatten des 18. u. 19. Jh. (1 Hochsteden).“

### Pfarrer an St. Cäcilia
| seit               | Name                            | Pfarrer etc.       | bis               |
| ------------------ | ------------------------------- | ------------------ | ----------------- |
| 1122               | Giselbertus                     | Pfarrer            | ?                 |
| 1358               | Martinus de Sancto Petro Veteri | Pfarrer            | ?                 |
| 4. September 1358  | Jacob Hardevust                 | Pfarrer            | ?                 |
| 7. Juni 1407       | Tilmanns de Wijs                | Pfarrer            | ?                 |
|                    | Derich Smytz van Lynnich        | Pfarrer            | ?                 |
| 10. Juni 1550      | Arnold Kleintgen                | Pfarrer            | ?                 |
| 13. Januar 1583    | Anthonius Satoris               | Pfarrer            | ?                 |
| 27. Juli 1622      | Johann Weiler                   | Pfarrer            | ?                 |
|                    | Hermann Greiffraidt             | Pfarrer            | ?                 |
| 9. Oktober 1649    | Kaspar Weitz                    | Pfarrer            | 8. September 1694 |
| 13. November 1694  | Johannes Hubert Fleischer       | Pfarrer            | 7. September 1732 |
| 12. Oktober 1732   | Matthias Schmitz                | Pfarrer            | ?                 |
| 1759               | Werner Gottfried Schmitz        | Pfarrer            | 28. April 1808    |
| 13. Mai 1808       | Christian Joseph von Berti      | Pfarrer            | 27. Mai 1841      |
| 1842               | Johannes Arnold von Krüchten    | Pfarrer            | 31. Juli 1851     |
| 30. September 1851 | Johannes Anton Gustav Peil      | Pfarrer            | 12. Mai 1877      |
| 12. Mai 1877       | Georg Heinrich Hansen           | Pfarrverwalter     | 1886              |
| 14. Februar 1887   | Franz Hubert Hintzen            | Pfarrer            | Juli 1891         |
| 8. Juli 1891       | Richard Hubert Struff           | Pfarrer            | 1897              |
| 8. April 1897      | Gerhard Ferdinand Josef Kühling | Pfarrverwalter     | Juni 1897         |
| 15. Juni 1897      | Leonhard Albert Noe             | Pfarrer            | 30. April 1920    |
| 2. Mai 1920        | Franz Müller                    | Pfarrer            | 2. Mai 1950       |
| 17. September 1950 | Arnold Scheufens                | Pfarrer            | 19. Januar 1960   |
| 3. März 1960       | Pater Friedrich Schoppmann      | Pfarrverweser      | Januar 1965       |
| 27. Februar 1965   | Pater Josef Keim                | Pfarrer            | 1. Dezember 1970  |
| 25. Februar 1971   | Pater Johannes Möhring          | Pfarrer            | 23. Januar 1983   |
| 24. Februar 1983   | Winfried Gehlen                 | Pfarrer            | 1. Oktober 1993   |
| 4. Dezember 1994   | Petro Stanusic                  | Pfarrer            | 4. November 2000  |
| November 2000      | Rick van den Berg               | Pfarradministrator | März 2008         |
| 3. Oktober 2009    | Andreas Galbierz                | Pfarrer            |                   |

### Vikare an St. Cäcilia
| Name                            | Datum                               | Funktion  |
| ------------------------------- | ----------------------------------- | --------- |
| Johann Adam Lawert              | 29. September 1663                  | Vikar     |
| Adam Pick                       | 1666                                | Vikar     |
| Wilhelm Francken                | 2. Juli 1672                        | Vikar     |
| Adolf Alex Bischoff             | 1693                                | Vikar     |
| Johann Caspar Elias             | 3. April 1706                       | Vikar     |
| Peter Zehnpfennig               | 22. Mai 1717                        | Vikar     |
| Johann Peter Küpper             | 3. Juni 1719                        | Vikar     |
| J. Offermann                    | 26. März 1793                       | Vikar     |
| Arnold Josef Kaul               | 8. Juni 1796                        | Vikar     |
| Godfried Schmitz                | 2. März 1797                        | Subsidiar |
| Nicodemes Schüller              | 1804                                | Subsidiar |
| Arnold Josef Kaul               | 1830                                | Vikar     |
| Johannes Arnold van Krüchten    | 29. August 1836                     | Vikar     |
| Gottfried Hubert Cüppers        | 11. November 1853                   | Vikar     |
| Franz Nellessen                 | 27. Oktober 1856                    | Vikar     |
| Bernhard Schmitz                | 16. Juli 1861                       | Vikar     |
| Georg Heinrich Hansen           | 1872                                | Vikar     |
| Gerhard Ferdinand Josef Kühling | 8. April 1897                       | Vikar     |
| Josef Görtz                     | 1. Oktober 1918 bis 31. August 1920 | Vikar     |
| Helmut Macherei                 | seit 1992                           | Subsidiar |
| Hardy Harwinkels                | 1994                                | Vikar     |
| Vincenz Nguyen van Tung         | 2. Juli 2014 bis 31. August 2018    | Vikar     |

## Glocken
Die Pfarrkirche verfügt über vier Glocken.
Die älteste Glocke, die Anna-Glocke, wurde im Jahre 1505 durch den Glockengießer Gregor I von Trier, Aachen, aus Bronze gegossen und hat einen Durchmesser von 1.219 mm. Sie trägt ein Schriftband mit der Aufschrift „ST ANNA HEISCHEN ICH, TZO DEM DIENST GODDES LUDEN ICH + DEN DUVEL VERJAGEN ICH + GREGORIUS VAN TRIER GOUS MICH + ANNO DIE MVCV“. Sie fungiert als Schlagglocke. Sie wird von außen mit dem Uhrhammer angeschlagen und hat die Aufgabe des Stundenvorschlags.
Die St. Cäcilia-Glocke, allgemein „Die große Schelle“ genannt, wurde im Jahre 1789 durch den Glockengießer Willibrord Stocky, Jülich, aus Bronze gegossen und hat einen Durchmesser von 880 mm. Sie trägt ein Schriftband mit der Aufschrift „ST. CAECILIA HEISCH ICH, ALL UNGEWITTER VERTRIEB ICH, DEN LEBENDEN UND DEN DODEN LEUTE ICH“. Am 30. Dezember 1789 wurde dem Kapuziner-Guardian in Düren die Vollmacht erteilt, die Glocke für die Pfarrkirche zu weihen. Die Glocke, die im Schild das Bild der Hl. Cäcilia trägt, musste 1942 für Kriegszwecke abgeliefert werden, kehrte jedoch 1948 nach Niederzier zurück, nachdem sie auf einem Schrottplatz in Hamburg unversehrt aufgefunden wurde. Sie fungiert als Schlagglocke. Sie wird von außen mit dem Uhrhammer angeschlagen und hat die Aufgabe des Viertelstundenvorschlags.
Die größte Glocke wird Königin des Friedens genannt. Sie wurde im Jahre 1958 von den Glockengießern Josef Feldmann und Georg Marschel, Münster, aus Bronze gegossen und hat einen Durchmesser von 1.300 mm. Am 13. Januar 1959 weihte der Aachener Prälat Joseph Brosch die Glocke ein. Sie trägt ein Schriftband mit der Aufschrift „KÖNIGIN DES FRIEDENS WERD ICH GENANNT. DEN FRIEDEN ERFLEH’ ICH FÜR STADT UND LAND. DEN FRIEDEN LEG’ ICH IN EURE HAND. DEN FRIEDEN KÜND’ ICH AM GRABESRAND.“ Taufpate der Glocke war der damalige Bürgermeister Peter Hoegen, der für die Anschaffung einen Kostenbeitrag von 9.000 DM sammelte.
Die vierte Glocke ist die Franziskus-Glocke und hat einen Durchmesser von 760 mm. Sie trägt das Schriftband „ST. FRANCISCUS NOMINOR SOLI DEO GLORIA LAUS ET HONOR“ und im Schild das Bild des Hl. Franziskus. Sie wurde 1954 gestiftet und durch die Glockengießerei Feldmann & Marschel aus Münster gegossen. Sie ist somit die drittälteste Glocke im Turm.

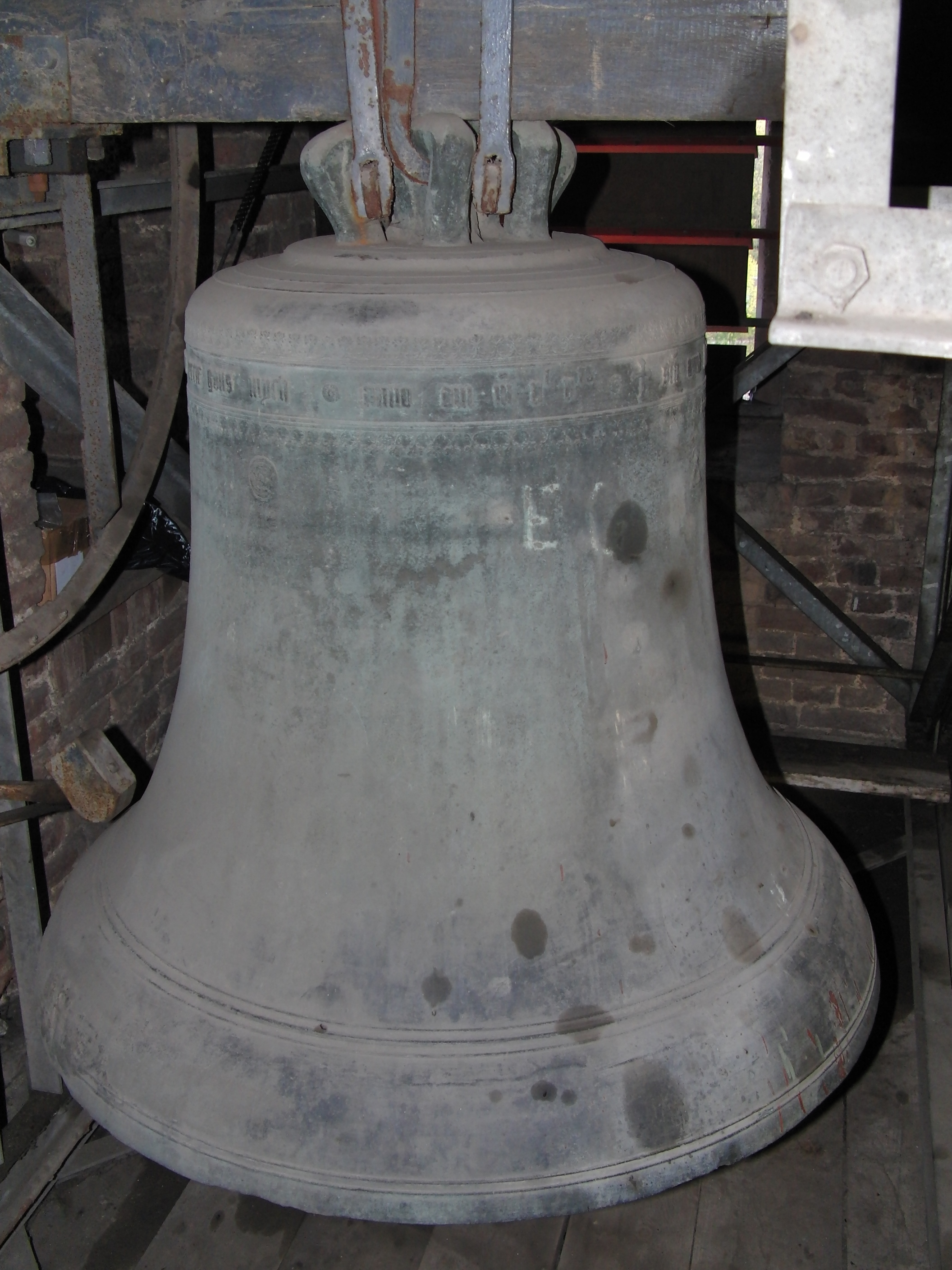
Anna-Glocke
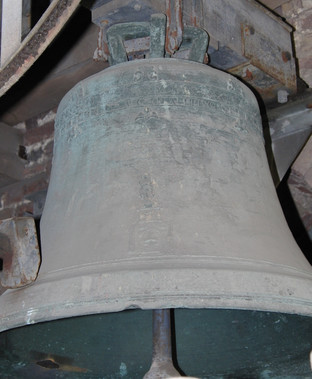
Cäcilienglocke
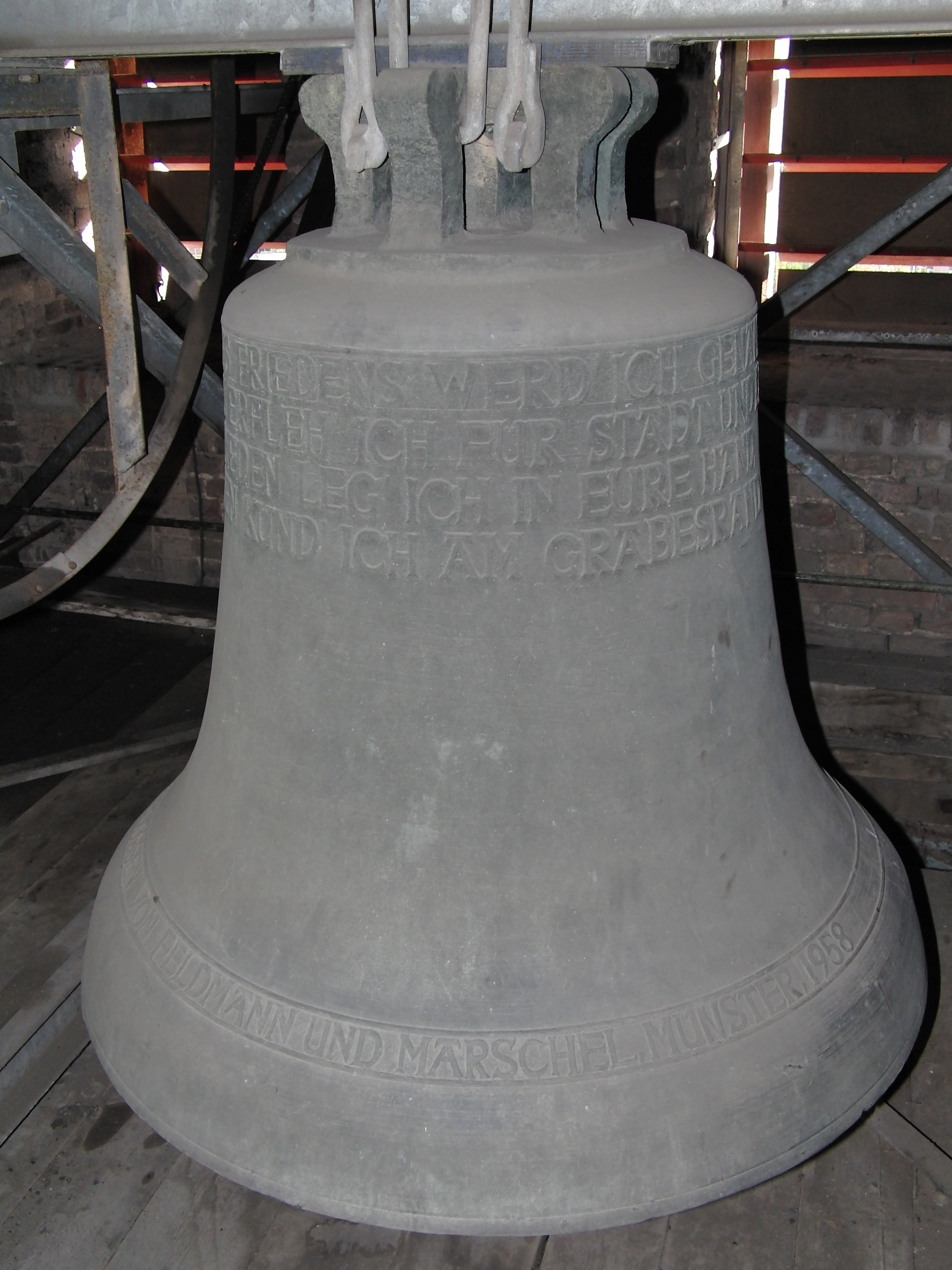
Königin des Friedens
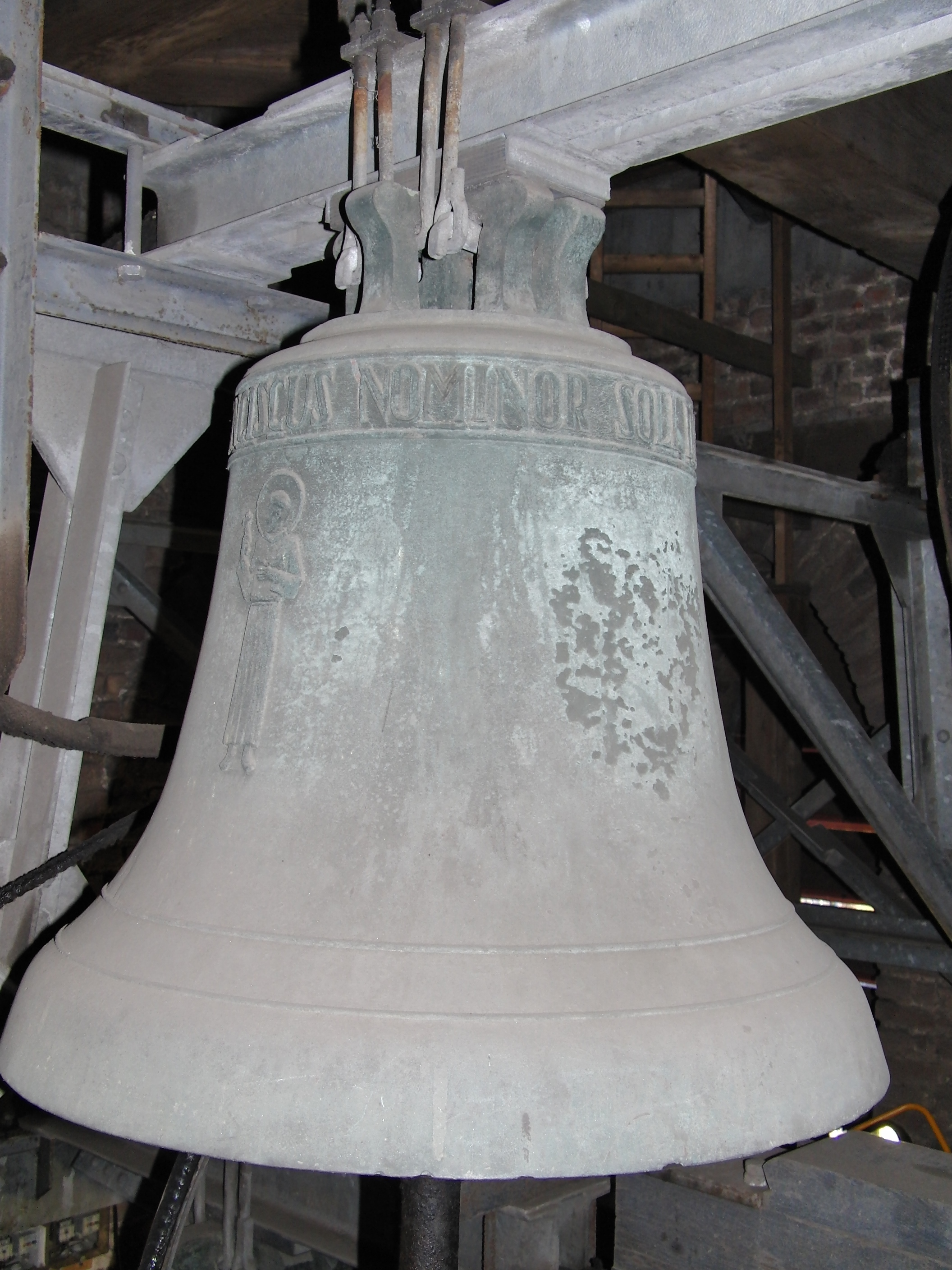
Franziskusglocke

## Kreuzweg

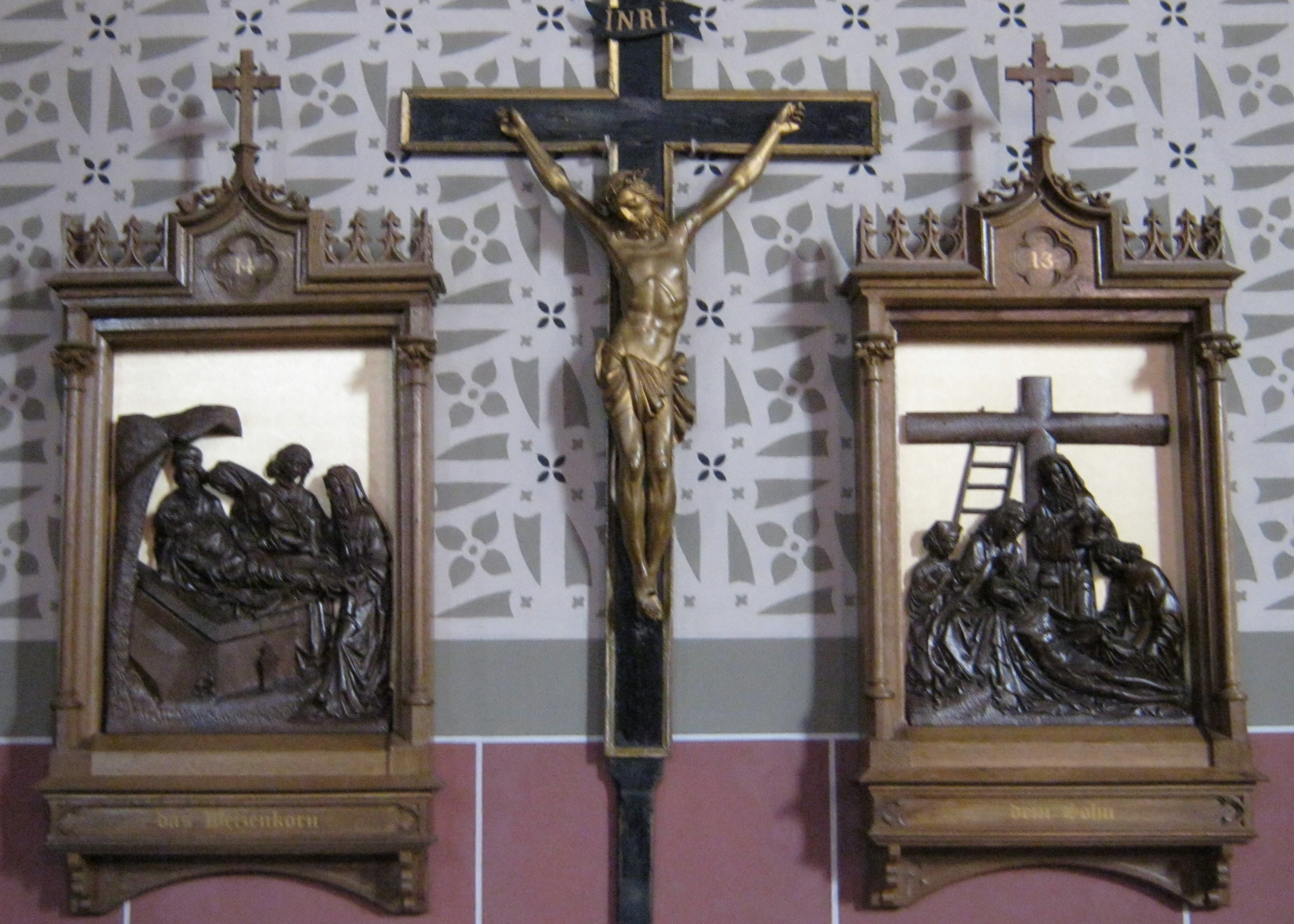
Kreuzweg

Wie in den meisten Kirchen, befinden sich auch in St. Cäcilia entlang der nördlichen und südlichen Seitenschiffe 14 Kreuzwegstationen in Holzarbeit. Sie wurden von dem Kölner Bildhauer Josef Fink aus Eichenholz gefertigt und am 20. November 1887 offiziell errichtet. Im Zuge der Renovierungsarbeiten der vergangenen Jahre wurden sie aufwändig und mit viel Liebe zum Detail renoviert. Die 14 Kreuzwegstationen gehen auf eine Tradition in Jerusalem zurück. Dort erinnert die Via Dolorosa, die Schmerzensstraße, an den Weg, auf dem Jesus das Kreuz aus der Stadt auf die Anhöhe Golgotha getragen hat.

## Kanzel (Predigtstuhl)
Die Kanzel befand sich vor dem Zweiten Weltkrieg an der zweiten Säule im Mittelschiff links. Sie stammte aus dem Jahre 1912 und wurde von dem Kölner Bildhauer Hubert Sion und dem Kölner Architekten Heinrich Renard entworfen. An der rechten Seite des vorderen Querschiffes befindet sich die Kanzel heute und ist von der Sakristei aus begehbar. Lediglich auf den Baldachin hat man bei der Neuerrichtung an diesem Standort verzichtet.

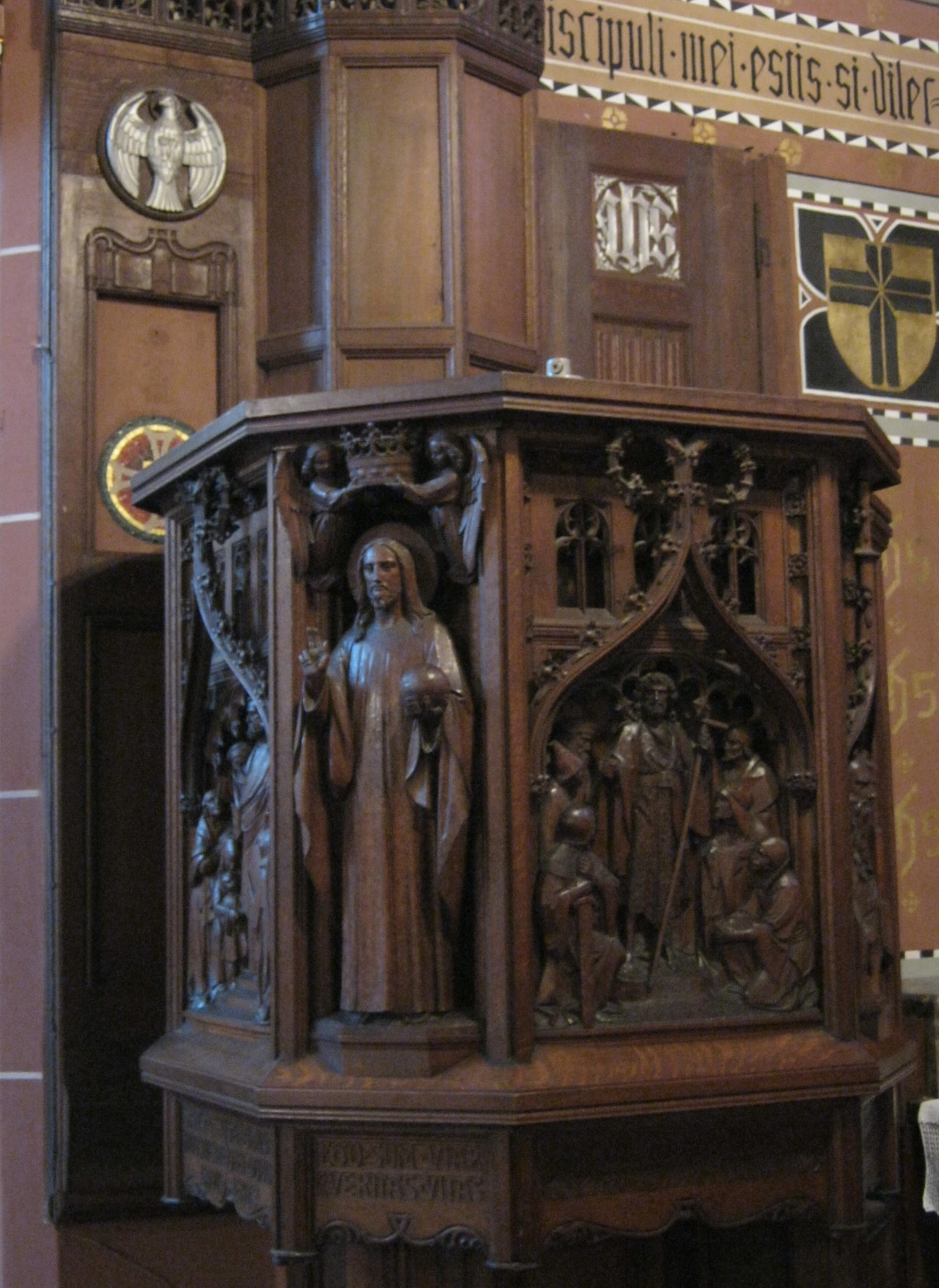
Kanzel St. Cäcilia
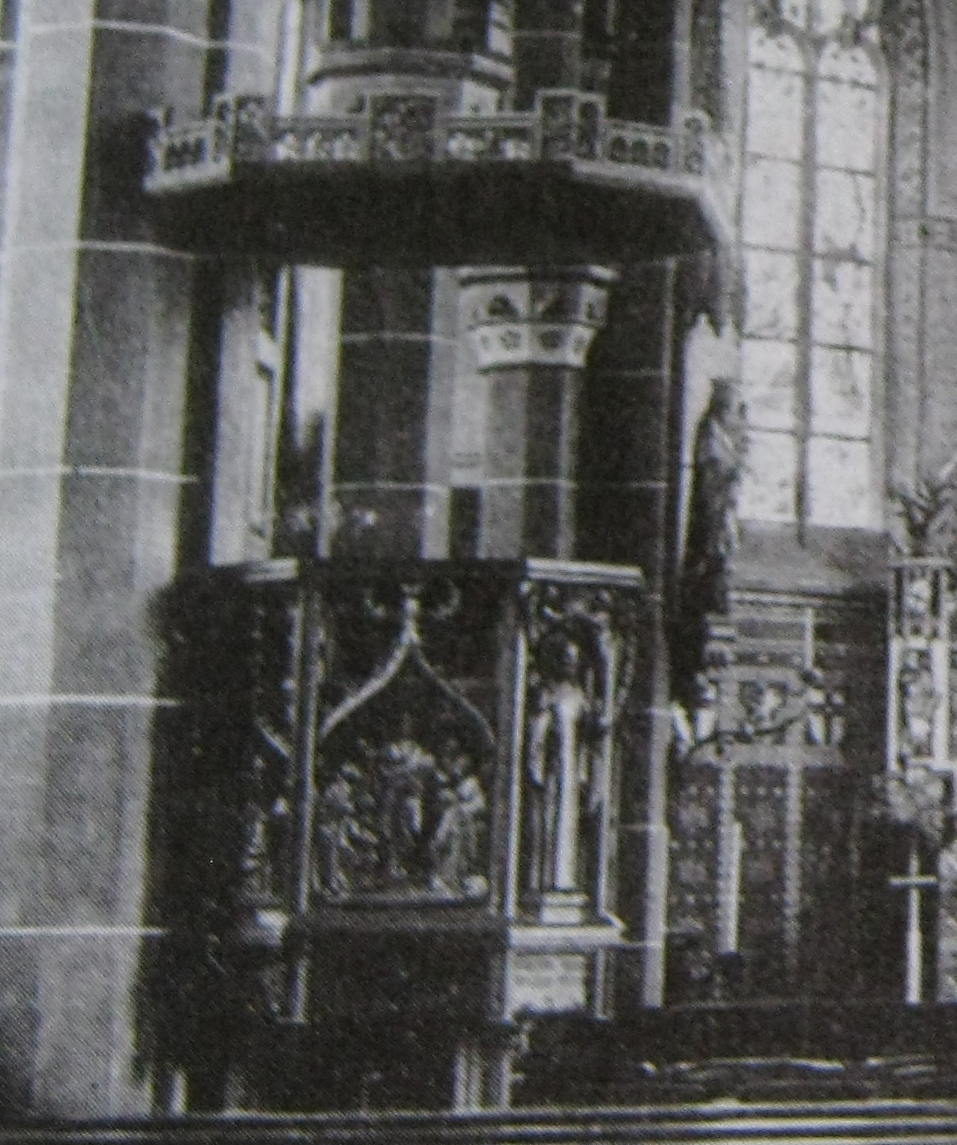
Kanzel vor dem Zweiten Weltkrieg

## Orgeln

### Orgel „anno 1835“
Der erste Lehrer in Niederzier mit Namen Nix, der von 1819 bis 1870 Leiter und Dirigent des damaligen Kirchenchores war und gleichzeitig auch neben seinem Lehrerberuf die Orgel in der Kirche spielte, berichtet in seinen Annalen von einem Kirchenchor und Orgelklang vor nunmehr fast 180 Jahren. Diese erste Orgel wurde 1835 aus der alten Kirche in Dremmen für 600 Reichstaler erworben.

### Orgel „anno 1871“
Am 27. Januar 1870 beantragten Pfarrer und Kirchenvorstand die Genehmigung beim Generalvikariat (damals noch Köln) zur Anschaffung einer neuen Orgel (Nr. 2). Am 16. Februar 1870 wurde diese Genehmigung erteilt. Begutachtet wurde die Orgel durch die Firma Soureck. Am 23. November 1871 erhielt die Kirche die neue Orgel, entworfen vom Bildhauer Stephan zu Köln und erbaut vom Orgelbauer Dautzenberg aus Linnich. Diese Orgel kostete 2.600 Taler. Das Gehäuse ist mit einer zweiseitigen Erweiterung bei der jetzigen Orgel verwertet. Die Orgel hatte zwei Manuale, ein Pedal und 27 Register mit 1.487 Pfeifen. Es war ein schönes, gediegenes Werk mit mechanisch bedienter Schleiflade. Diese Orgel wurde 1917 leider unbrauchbar: die Orgelpfeifen mussten als Kriegsmaterial abgeliefert werden. Ein ähnliches Schicksal erfuhren auch 1942 die Kirchenglocken. Auch sie mussten für Kriegszwecke abgeliefert werden.

### Heutige Klais-Orgel

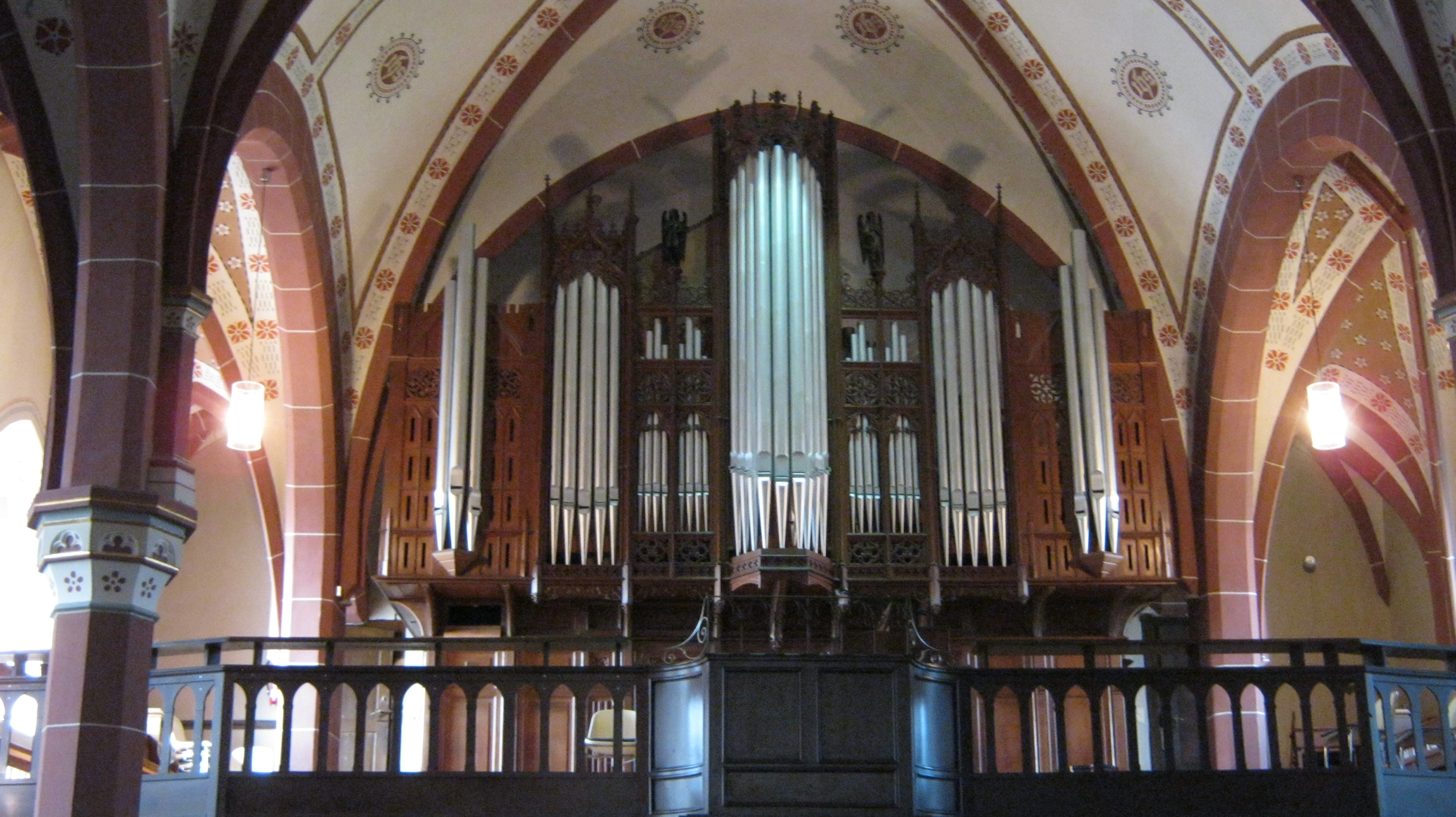
Klais-Orgel

Die pneumatische Orgel wurde von der Bonner Orgelbaufirma Johannes Klais im Jahre 1927 als Opus 686 erbaut und ist die dritte Orgel in der Pfarrkirche. Sie stellt mit ihren 27 Registern (darunter drei Transmissionen) und 1568 Pfeifen ein beeindruckendes Spätwerk der deutsch-romantischen Orgelbautradition dar. Die Orgel ist zusätzlich zu den Normalkoppeln mit zwei Super-Oktavkoppeln und einer Sub-Oktavkoppel ausgestattet, die ein ausgiebiges sinfonisch-romantisches Spiel zulassen, zumal die Super-Oktavkoppeln im Diskant voll ausgebaut sind. Der Tonumfang aller Manualregister geht somit um eine volle Oktave über den Tastaturumfang hinaus, was der Orgel in der Höhe enorme Strahlkraft verleiht. Da das Instrument incl. Pfeifenwerk, pneumatischer Traktur, Gehäuse und Spieltisch komplett erhalten ist, besitzt es einen hohen Denkmalwert. Die meisten Orgeln dieses pneumatischen Typs wurden entweder durch Kriegseinwirkung vernichtet oder durch Umbaumaßnahmen verändert. Die Pneumatik wurde dabei häufig durch die modernere, wartungsärmere sog. elektro-pneumatische Traktur ersetzt, die ohne die oftmals störende Verzögerung der rein pneumatischen Steuerung funktioniert, die viele Organisten beim Spielen stark irritiert.
Der neugotische Mittelteil des Eichenholzgehäuses stammt vom Vorgängerinstrument (s. o.) und wurde durch zwei Seitenflügel ergänzt, die zwar farblich angepasst, jedoch durch eine zeittypische Optik geprägt sind. Die Orgelbühne, Brüstung und Säulenbekleidung wurden im Jahre 1825 durch den Niederzierer Schreiner Brenig hergestellt.
Typisch für romantisch-symphonische Orgeln ist das Schwellwerk. Dabei werden die Pfeifen eines Teilwerks (in Niederzier ist es das 2. Manual) in einem geschlossenen, schallisolierten Kasten untergebracht, der meist zum Kirchenschiff hin mit Schalltüren bzw. Jalousien versehen ist. Diese können mittels eines Pedals am Spieltisch geöffnet bzw. geschlossen werden. Dadurch kann eine übergangslose Klangdynamik erreicht werden, die allein durch Ein- oder Ausschalten von Registern nicht erreicht werden kann. Eine Besonderheit in Niederzier ist die Anordnung der Schwelltüren in der schrägen Gehäusedecke, die den Klang nach oben freigeben. Nach vorne hin befand sich hinter den Frontpfeifen ursprünglich lediglich eine Holzwand, die wohl nach dem Krieg aufgrund stimmtechnischer Probleme und wohl auch Schimmelbildung mangels nötiger Luftzirkulation entfernt worden war.
Der Bau- und Förderverein St. Cäcilia und der Kirchenvorstand beschlossen 2011, den Originalzustand wiederherzustellen, um dieses außergewöhnliche Gesamtkunstwerk für die Nachwelt zu erhalten. Von der Werkstätte für Orgelbau Heinz Wilbrand, Inhaber Heribert Coenen, Übach-Palenberg, wurden zunächst alle Pfeifen ausgebaut und mit einem fettlösenden Spezialmittel vom Staub und von der Patina der vergangenen Jahrzehnte befreit. Im Anschluss wurde das Pfeifenwerk künstlerisch intoniert und aufeinander abgestimmt. Auch hunderte zur Ansteuerung der Ton- und Registerventile erforderlichen Lederbälgchen wurden erneuert. Wesentlicher Punkt bei der Überholung war jedoch die Wiedernutzbarmachung des Schwellwerks, wozu man die massive Holzwand hinter der Front wieder einbaute. Um neuerlichem Schimmelbefall vorzubeugen, wurden zusätzliche Lüftungsklappen eingebaut. Erst durch letztere Maßnahme konnte der Urzustand der Orgel von 1927 wieder hergestellt werden.
Zur Christmette des Jahres 2011 erklang die grundüberholte, gereinigte und intonierte Orgel wieder mit ihrem kräftigen und erhabenen Klang.
Das Instrument besitzt folgende Disposition:
| I Hauptwerk C–f3 |        |
| Großgedackt      | 16′    |
| Principal        | 8′     |
| Violoncello      | 8′     |
| Offenflöte       | 8′     |
| Dulciana         | 8′     |
| Rohrflöte        | 4′     |
| Rauschquinte     | II     |
| Mixtur           | III-IV |
| Trompete         | 8′     |

| II Schwellwerk C–f4 |        |
| Geigenprincipal     | 8′     |
| Bordun              | 8′     |
| Quintatön           | 8′     |
| Salicional          | 8′     |
| Vox coelestis       | 8′     |
| Praestant           | 4′     |
| Querflöte           | 4'     |
| Waldflöte           | 2′     |
| Progressia          | III-IV |
| Krummhorn           | 8′     |

| Pedal C–f1    |     |
| Principalbass | 16′ |
| Subbass       | 16′ |
| Gedacktbass   | 16′ |
| Oktavbass     | 8′  |
| Dulciana      | 8′  |
| Choralbass    | 4′  |
| Posaune       | 16′ |

| I Hauptwerk C–f3 |        |
| Großgedackt      | 16′    |
| Principal        | 8′     |
| Violoncello      | 8′     |
| Offenflöte       | 8′     |
| Dulciana         | 8′     |
| Rohrflöte        | 4′     |
| Rauschquinte     | II     |
| Mixtur           | III-IV |
| Trompete         | 8′     |

| II Schwellwerk C–f4 |        |
| Geigenprincipal     | 8′     |
| Bordun              | 8′     |
| Quintatön           | 8′     |
| Salicional          | 8′     |
| Vox coelestis       | 8′     |
| Praestant           | 4′     |
| Querflöte           | 4'     |
| Waldflöte           | 2′     |
| Progressia          | III-IV |
| Krummhorn           | 8′     |

| Pedal C–f1    |     |
| Principalbass | 16′ |
| Subbass       | 16′ |
| Gedacktbass   | 16′ |
| Oktavbass     | 8′  |
| Dulciana      | 8′  |
| Choralbass    | 4′  |
| Posaune       | 16′ |

## Kirchenfenster
Die Pfarrkirche verfügt über insgesamt 24 Kirchenfenster mit unterschiedlichen Motiven. Sie bestehen vornehmlich aus der Kombination von Antikglas, Blei und Schwarzlot. Die ältesten Kirchenfenster stammen aus dem Jahre 1948, die jüngsten aus dem Jahre 1969. Fast alle Kirchenfenster wurden von dem bekannten, rheinländischen Glaskünstler Ernst Johann Jansen-Winkeln, Mönchengladbach entworfen und hergestellt.
Interessant sind vor allem jene fünf Kirchenfenster, die die fünf Geheimnisse der Rosenkränze wiedergeben. Wunderbare Farbwiedergaben finden sich in den fünf Evangelienfenstern und vor allem bei den Fenstern der Heiligen St. Cäcilia von Rom, St. Nikolaus von Myra, König David und Johannes des Täufers. Für die Eingänge und funktionalen Bereiche entschied man sich seinerzeit für schlichte Kreuze und Ornamente, meist aus ansprechendem Industrieglas.

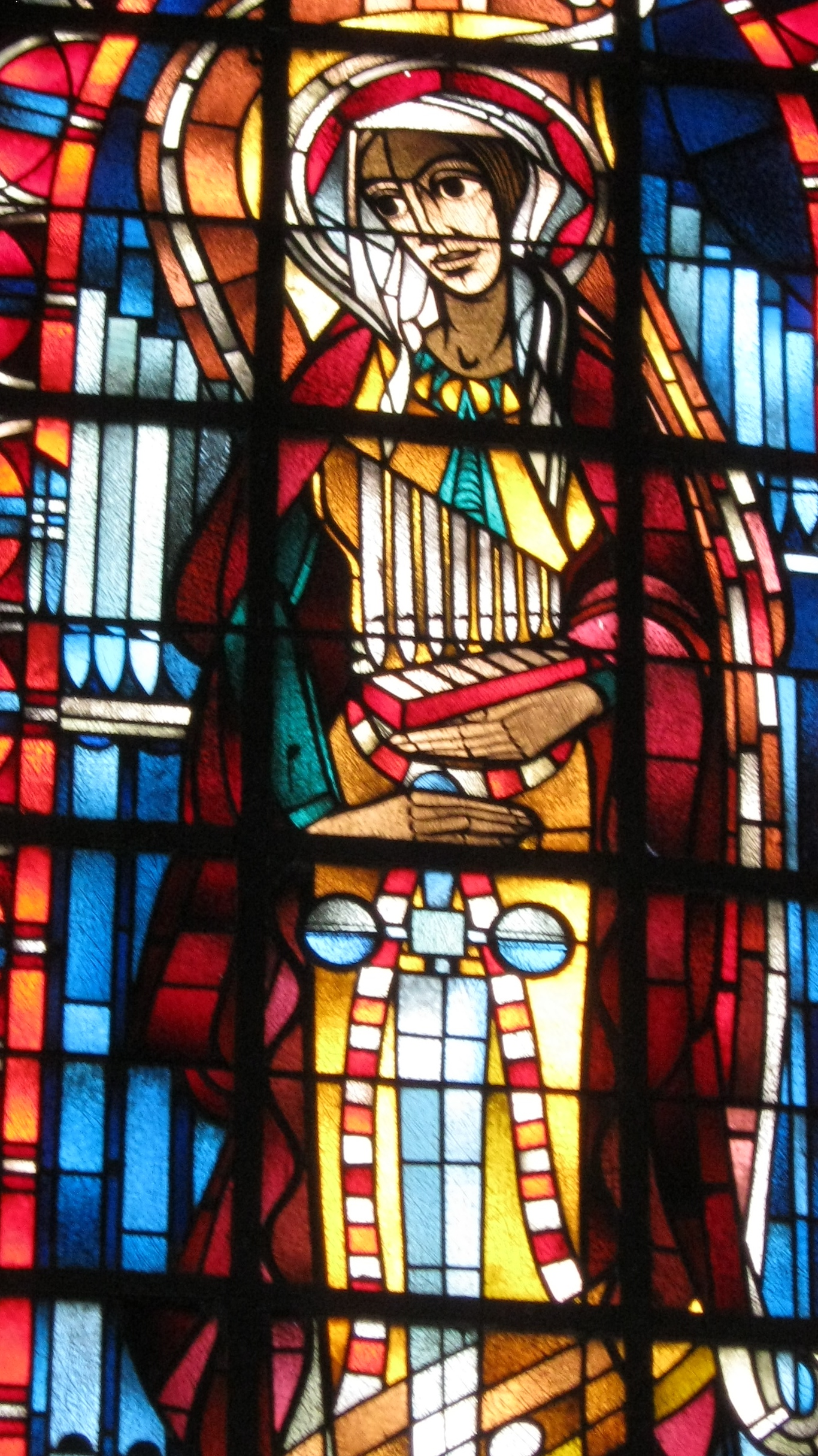
Hl. Cäcilia von Rom
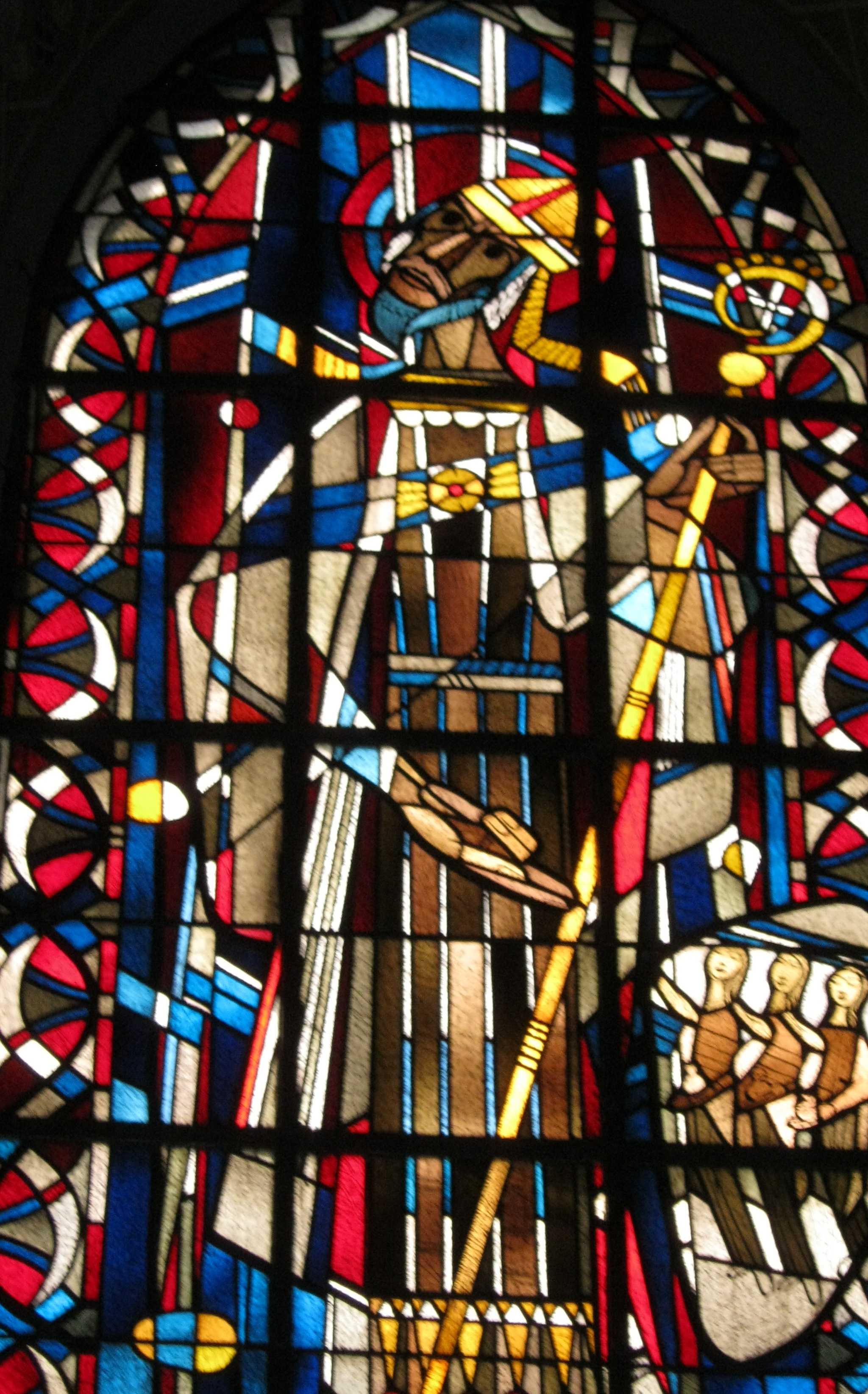
St. Nikolaus von Myra
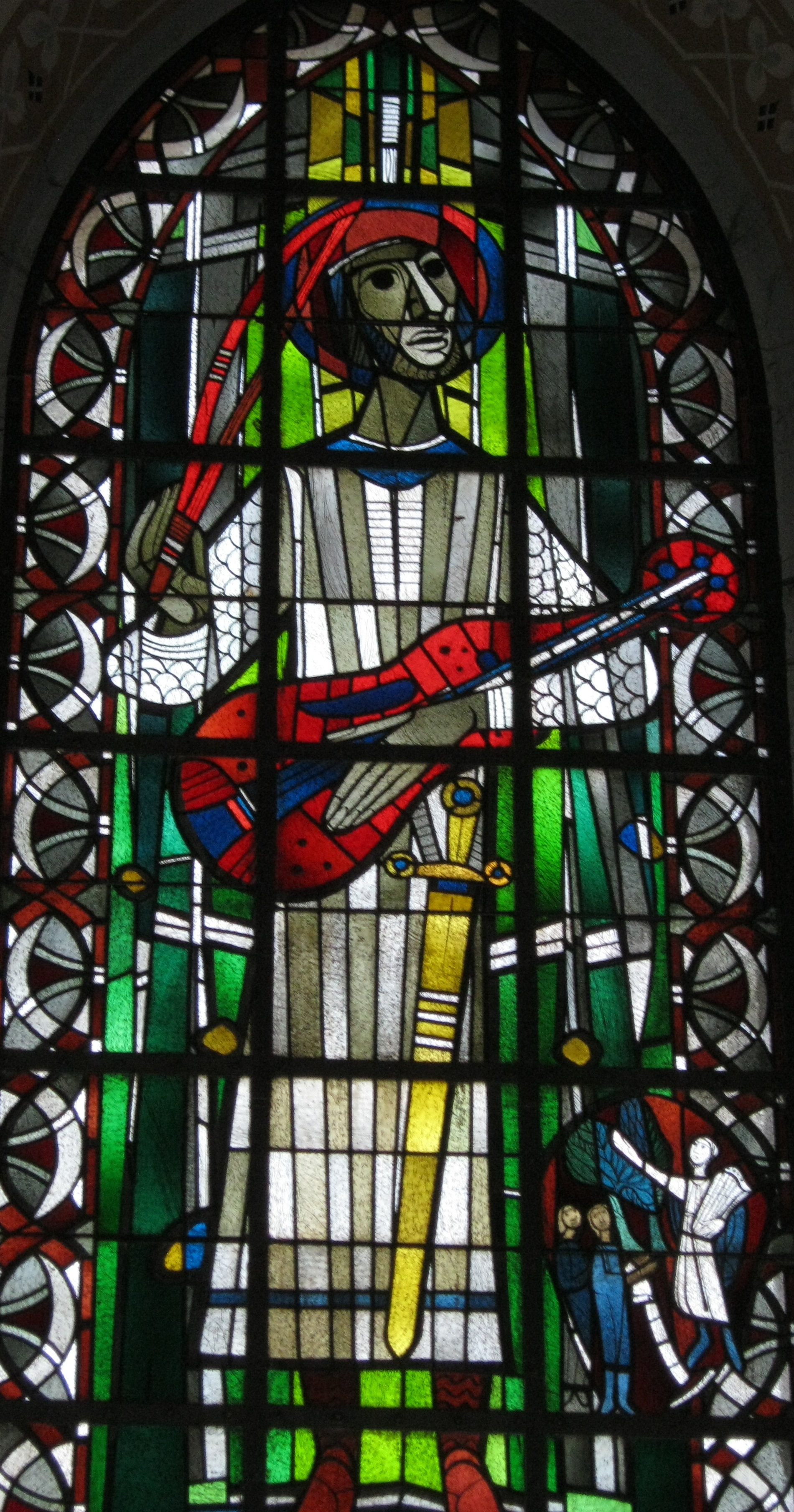
König David
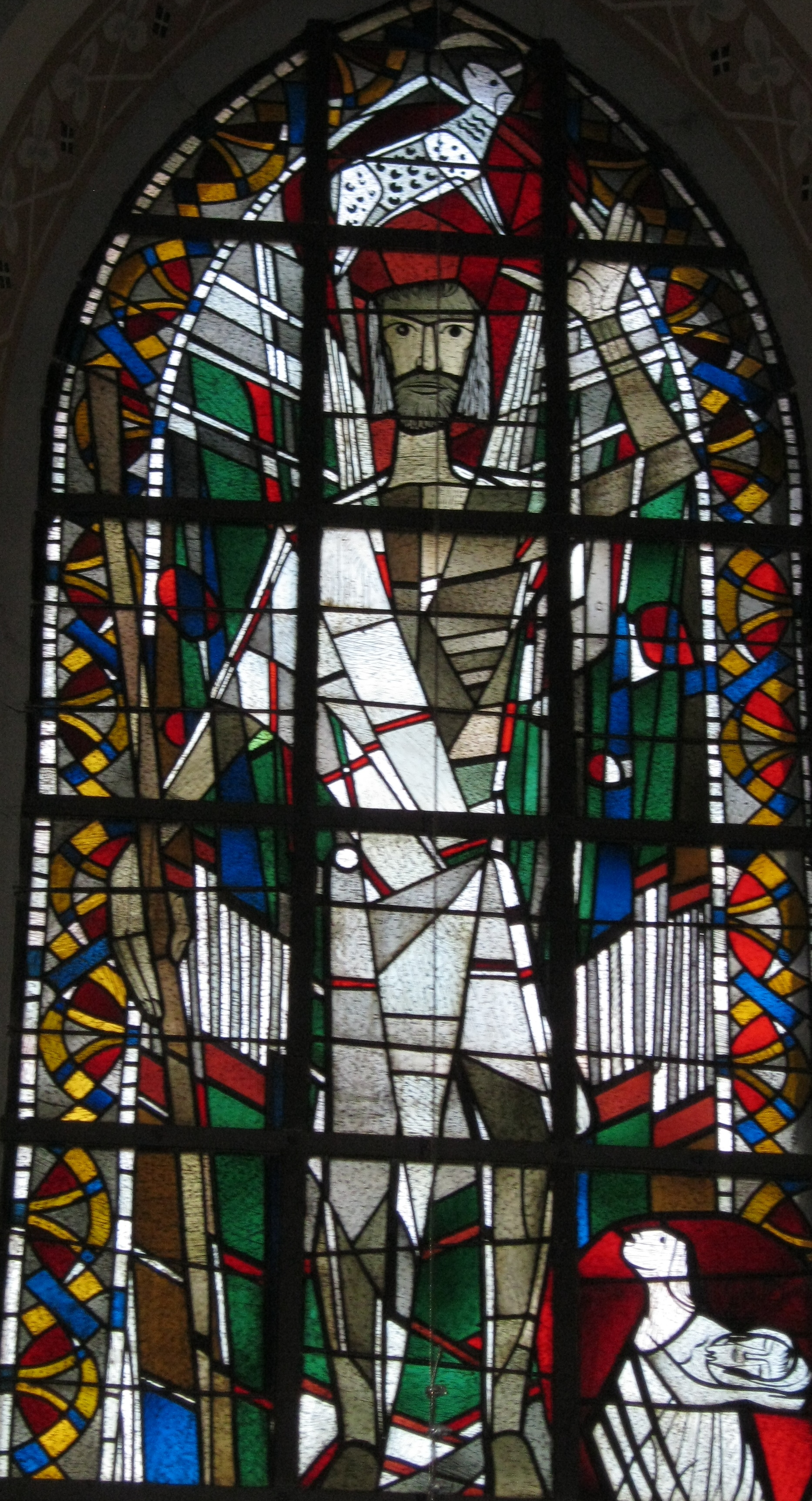
Johannes der Täufer

## Zelebrationsaltar

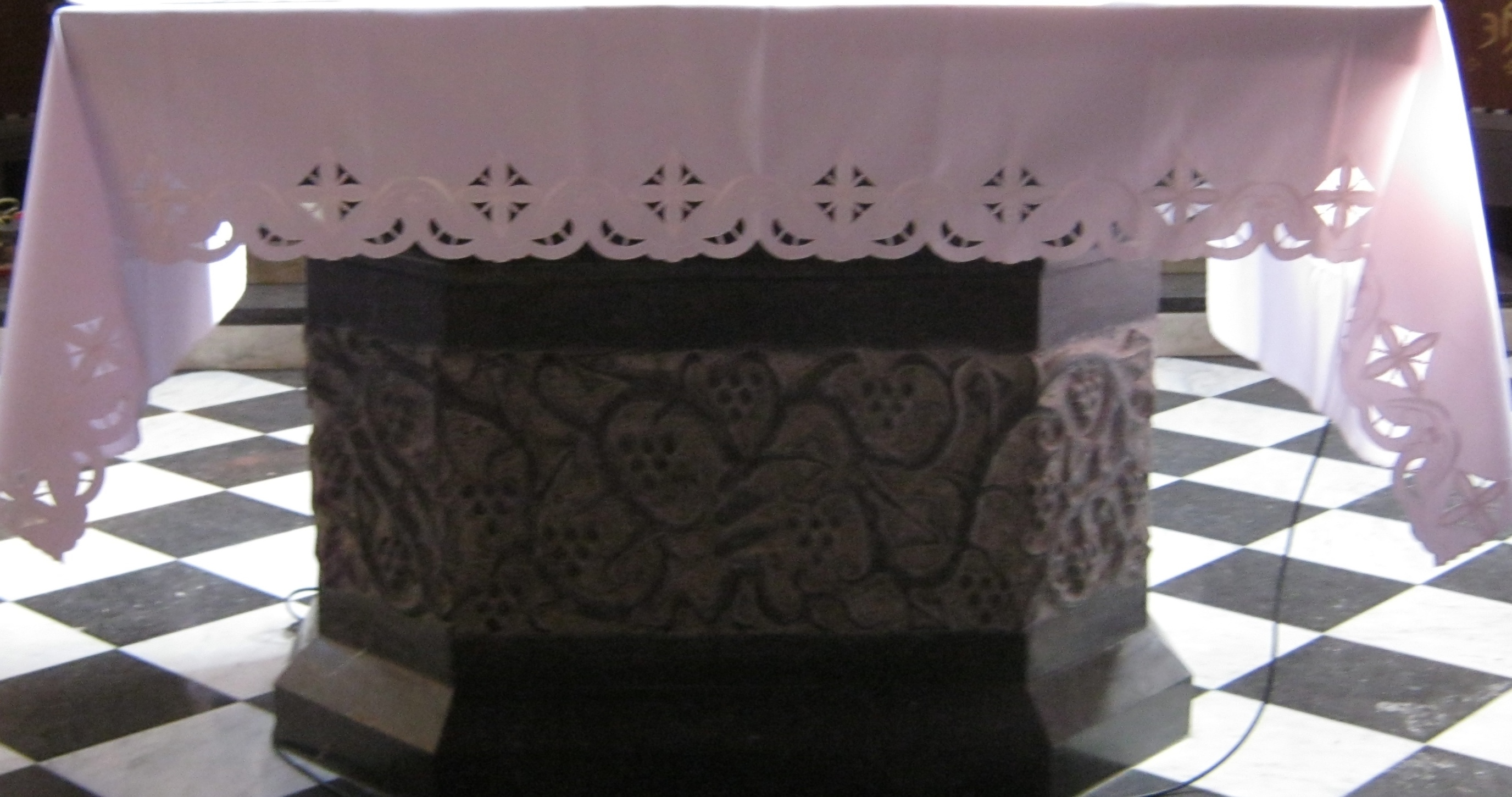
Zelebrationsaltar St. Cäcilia Niederzier

Der achteckige Zelebrationsaltar sowie der seitlich stehende Ambo aus schwarz-grauem Granitstein wurden von dem Kölner Bildhauer Sepp Hürten entworfen und fertiggestellt. Die feierliche Einsegnung erfolgte am 12. Februar 1977. In den Altar wurde neben der allgemeinen Ornamentik ein „Weinreben-Tiefrelief“ eingearbeitet. Damit wird auf das Johannesevangelium (Joh 15, 1-8) hingewiesen: „Wir sind wie die Rebe am Weinstock und brauchen die Verwurzelung in ihm. Weinstock und Rebe bilden eine Einheit, wie Wurzel und Wachstum, Trieb und Frucht. Die Rebe – getrennt vom Weinstock – ist saft- und kraftlos, sie verdorrt. Der Lebensstrom der Rebe kommt von ihrer Wurzel. Der Lebensstrom des Christen kommt von Gott. Der Lebensstrom aus Glaube, Hoffnung und Liebe. Ohne sie wird unser Leben saft- und kraftlos sein.“

## Ambo
In den Ambo wurde „das Bild des Lebensbaums“ aus der Offenbarung des Johannes in Tiefrelief eingearbeitet. Nach dem Verständnis des Neuen Testamentes und der Interpretation durch die christliche Theologie hat Gott in Jesus Christus, in seinem Kreuzestod und seiner Auferstehung, seinen ewigen Heilsplan erfüllt und den Weg der Hoffnung auf das ewige Leben bzw. zum „Paradies“ neu erschlossen. Der Gekreuzigte ist daher „der Weg und die Wahrheit und das Leben“ der in seiner Hingabe am Kreuz den Teufel und seine Dämonen besiegt und den Zugang zum Baum des Lebens und seiner Frucht in Gestalt der Eucharistie wieder eröffnet: „Wer siegt, dem werde ich zu essen geben vom Baum des Lebens, der im Paradies Gottes steht“.

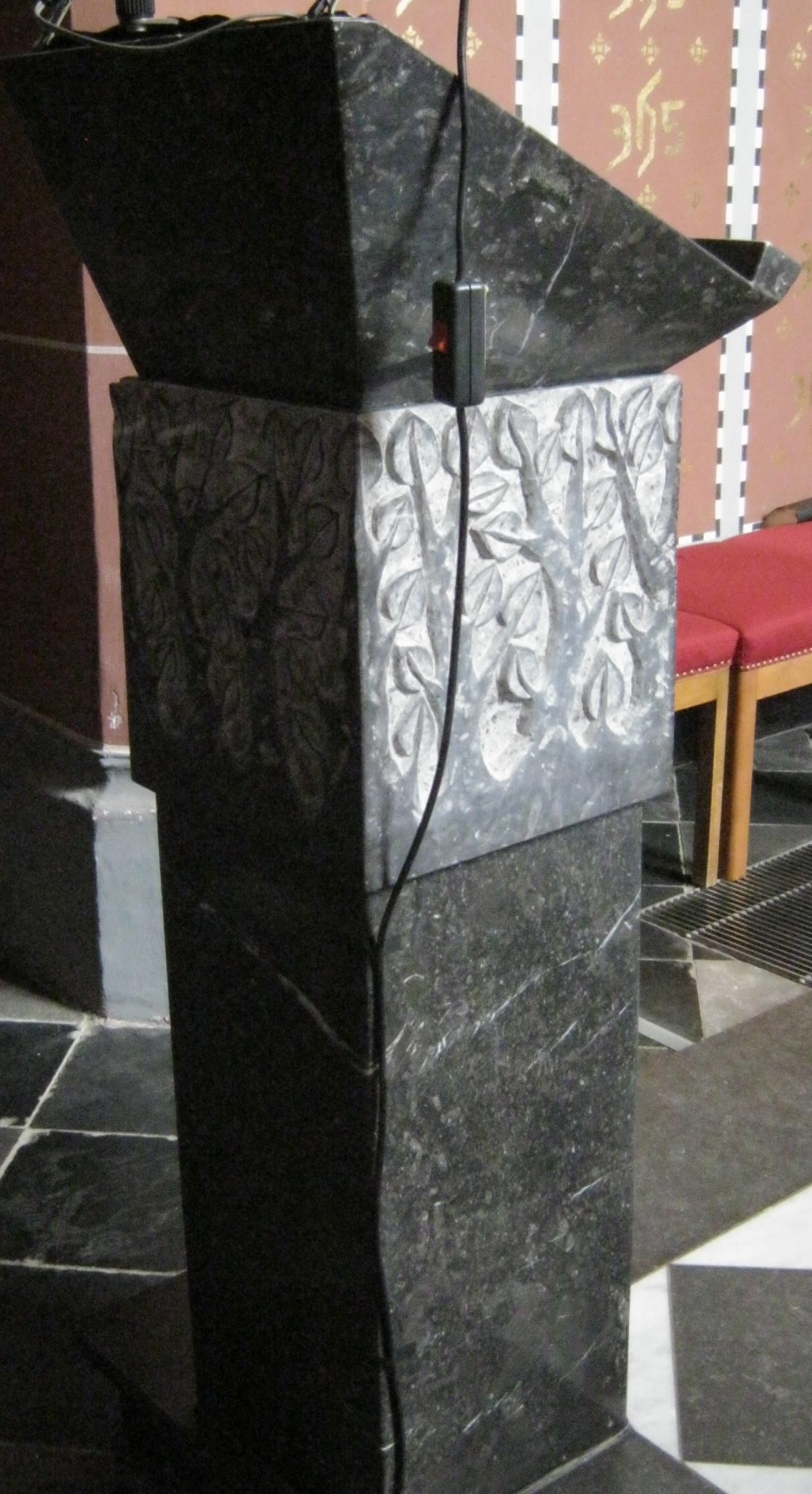
Ambo St. Cäcilia Niederzier

## Cäcilienaltar

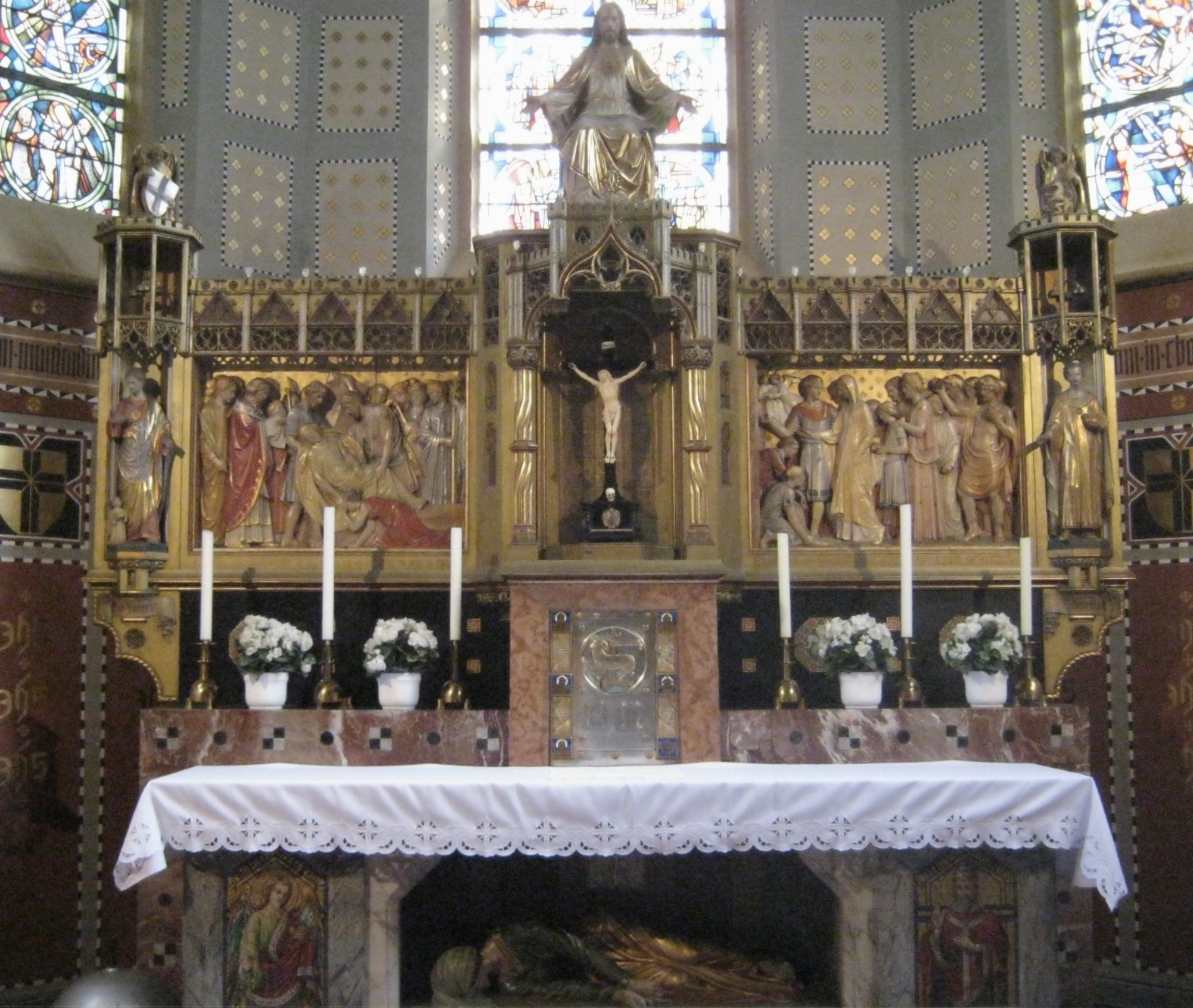
Cäcilienaltar St. Cäcilia Niederzier

Domkapitular Arnold Steffens stiftete im Jahr 1906 den großen Cäcilienaltar, ausgeführt von dem Kölner Künstler Alexander Iven und dem Kölner Kunstschreiner Sion. Der dreiteilig gegliederte Altar, in großen Teilen aus Marmor, zeigt im rechten Flügel den Hochzeitszug der heiligen Cäcilia, der linke die Grablegung der Heiligen. Bei den dargestellten zwei Figuren handelt es sich auf der linken Seite um den heiligen Valerian, den Bräutigam der heiligen Cäcilia und auf der rechten Seite dessen Bruder Tibertius, beide im römischen Gewand.
In der großen Nische unter dem Altartisch stellt eine liegende Figur die heilige Cäcilia dar, eine nahezu identische Replik der Skulptur dieser Heiligen, die Stefano Maderno, einer der berühmtesten italienischen Barockbildhauer, geschaffen hat. Das linke Mosaik neben der Nische zeigt den Erzengel Michael, das rechte den heiligen Urban.

## Tabernakel

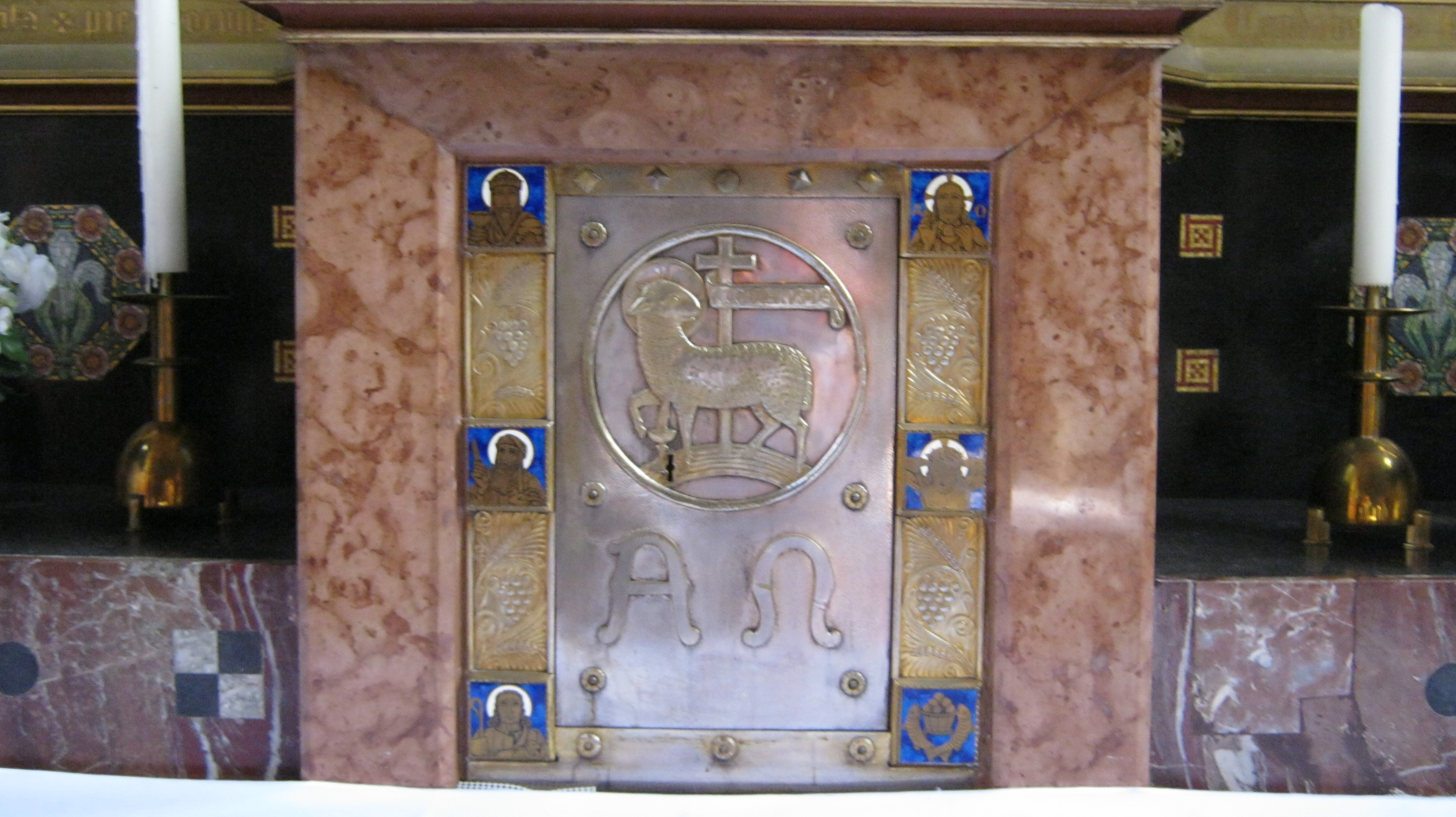
Tabernakel

Der Tabernakel der Pfarrkirche befindet sich im Zentrum des St. Cäcilienaltars. Er ist Aufbewahrungsort der in der heiligen Messe gewandelten Hostien. Es handelt sich um ein Ziergehäuse aus massiven Marmorwänden und einer kunstvoll gearbeiteten, verschließbaren Metalltür mit Gold- und Silberimplikationen.
Im Mittelteil der Tür wird das Osterlamm mit einem um ein Kreuz gelegtes Vorderbein dargestellt. Der Kopf, von einem Heiligenschein umgeben, ist schräg nach hinten gewendet. Es trägt eine Osterfahne, welche in eine oben in ein Kreuz auslaufende Stange mit einem Banner endet und mit dem Spruch „ecce agnus dei“ – „Sehet das Lamm Gottes“ versehen ist.
Darunter befinden sich die beiden Christussymbole Alpha und Omega. Das Alpha (A) ist der erste, das Omega (Ω) der letzte Buchstabe des griechischen Alphabets. So wie die beiden Buchstaben das Alphabet einrahmen, so umfasst Jesus Christus das Leben der Welt. Sie verweisen auf die Offenbarung des Johannes (Kapitel 22 – Vers 13): „Ich bin das A und das Ω, der Erste und der Letzte, der Anfang und das Ende.“
Der Mittelteil ist von vier Feldern umrandet. Hier finden sich Ähren, Weinreben und Weintrauben und symbolisieren Brot und Wein, die bei der Feier der Eucharistie auch als „eucharistische Elemente“ oder „eucharistische Gaben“ bezeichnet werden.

## Seitenaltäre

### Marienaltar

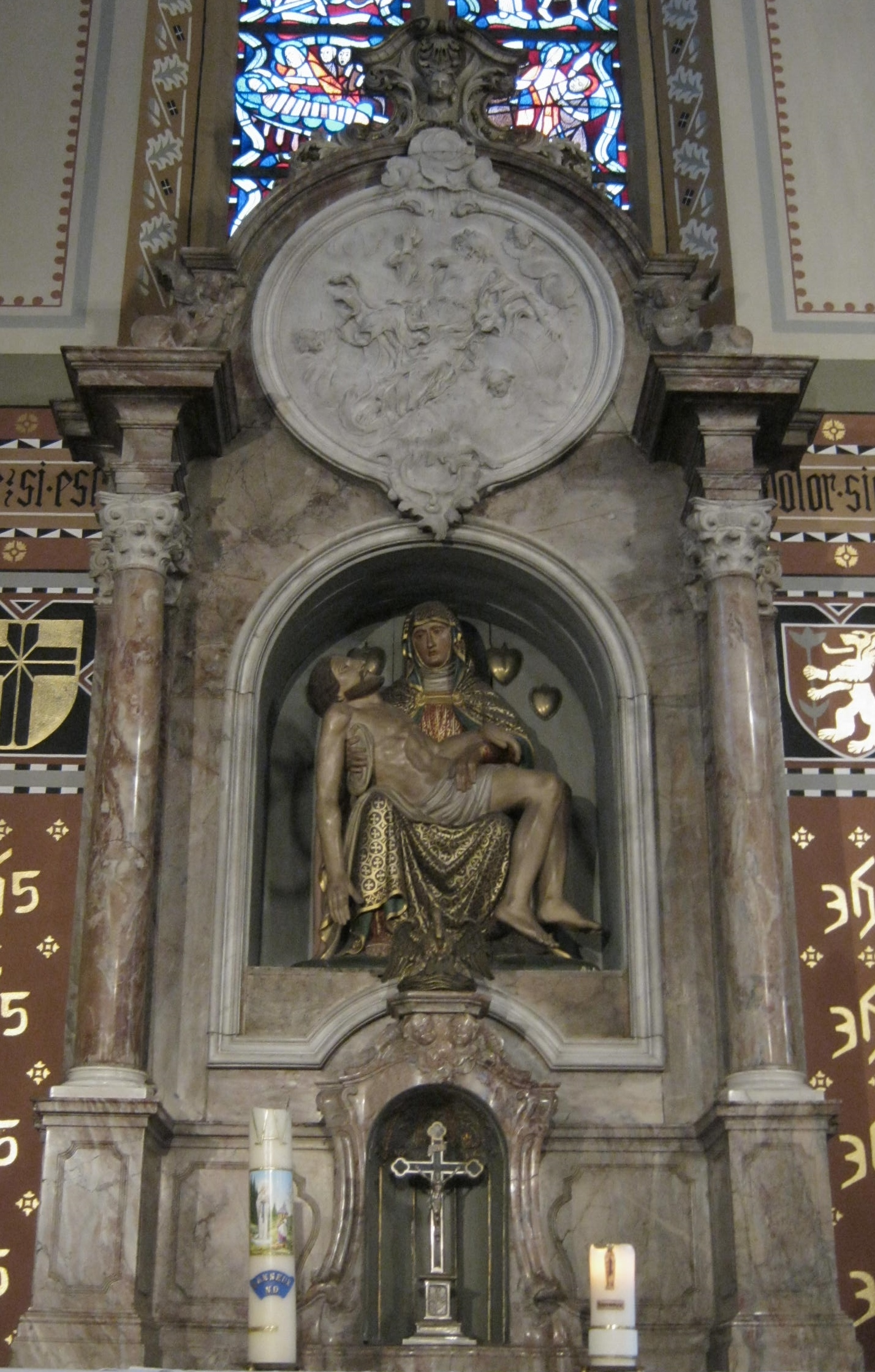
Marienaltar

An der linken Seite des vorderen Querschiffes befindet sich der Marienaltar. Er wurde im Jahre 1825 durch die Gräfin Maria, Franziska, Sophia, Josina von Hochsteden als Hochaltar gestiftet. Er stammte aus der kurfürstlichen Hauskapelle in Bonn und wurde bis zur Erweiterung der Kirche 1905/06 als Hauptaltar und später als Nebenaltar genutzt.
Der Altar, eine gute Rokokoarbeit, besteht aus bayerischem Marmor und beinhaltete ursprünglich auch einen Tabernakel. Verblieben ist im Vorderteil die Expositionsnische mit einem kleinen Kruzifixus. Das zentrale Altarelement ist eine große, aufwändig gestaltete Pietà. Hier wird Maria als Mater Dolorosa (Schmerzensmutter) mit dem Leichnam des vom Kreuz abgenommenen Jesus Christus dargestellt. Im Gegensatz zur Beweinung Christi, liegt der Leichnam Jesu hierbei immer auf Marias Knien.
Den oberen Abschluss des Marienaltars bildet ein großes, einfarbiges Medaillon-Hochrelief mit der Figur Gott Vaters. Die Mensa, der Altartisch, trägt das Hochstedensche Wappen „anno 1825“.
Für viele Gläubigen ist der Marienaltar, neben dem Gnadenbild im östlichen Seitenschiff, ebenfalls ein beliebter Verweilort zu einem kurzen Gebet, verbunden mit dem Anzünden einer kleinen Opferkerze.

### Nikolausaltar
An der rechten Seite des vorderen Querschiffes befindet sich der Nikolausaltar. Es ist anzunehmen, dass er im Zusammenhang mit der Beschaffung der Nikolaus-Statue durch den Kölner Bildhauer C. Stephan im Jahre 1858 dort seinen Aufstellungsplatz fand. Zu einem nicht bekannten Zeitpunkt wurde er jedoch wieder entfernt und geriet in Vergessenheit.
Anfang des Jahres 2006 beschloss der Kirchenvorstand mit den Verantwortlichen der St. Nikolaus Schützenbruderschaft e. V. 1621 Niederzier, diesen Altar an seinem ursprünglichen Platz wieder zu errichten. In einer Schreinerei wurde ein passender Aufbau gefunden und schreinermäßig instand gesetzt. Die feierliche Einsegnung des restaurierten Nikolausaltars erfolgte schließlich im Rahmen des Patronatsfestes im Dezember 2006.

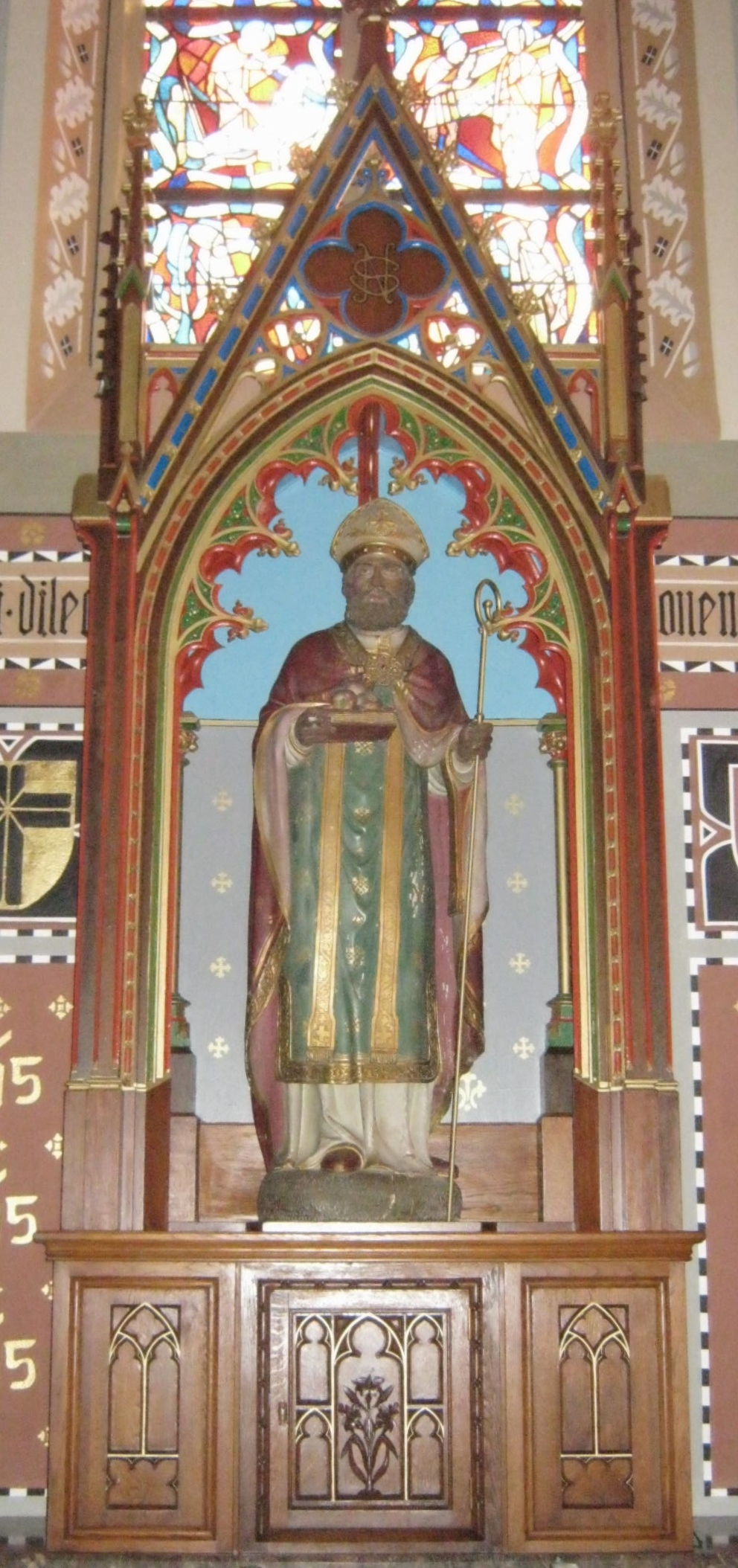
Nikolaus-Altar St. Cäcilia Niederzier

## Taufkapelle
Ursprünglich befand sich im Erdgeschoss des Kirchturms eine kleine Marienkapelle als Andenken für die Gefallenen des Krieges 1914–1918. Sie wurde im Februar 1923 eingeweiht. Zu einem späteren Zeitpunkt wurde diese in eine Taufkapelle umgewandelt. Einer der ältesten Einrichtungsgegenstände der Kirche, ein Taufstein aus der Mitte des 12. Jh., wurde mittig platziert. Das romanische Becken besteht aus einer derben Blausteinarbeit mit vier Eckköpfen und schlichten Ornamenten dazwischen. Es wurde 1772 bei der Errichtung eines Missionskreuzes bei Fundamentarbeiten gefunden.
Auf dem Unterbau des Taufsteines wird darauf verwiesen, dass sich Domkapitular Arnold Steffens im Jahre 1906 für die Wiedererrichtung eingesetzt hat.
Der frühere Niederzierer Pfarrer Christian von Berti (13. Mai 1808–27. Mai 1841) und seine Schwester stifteten im Jahre 1831 ein kleines Taufaltärchen als Wandaufbau. Dieses befindet sich an der westlichen Stirnseite der Taufkapelle.

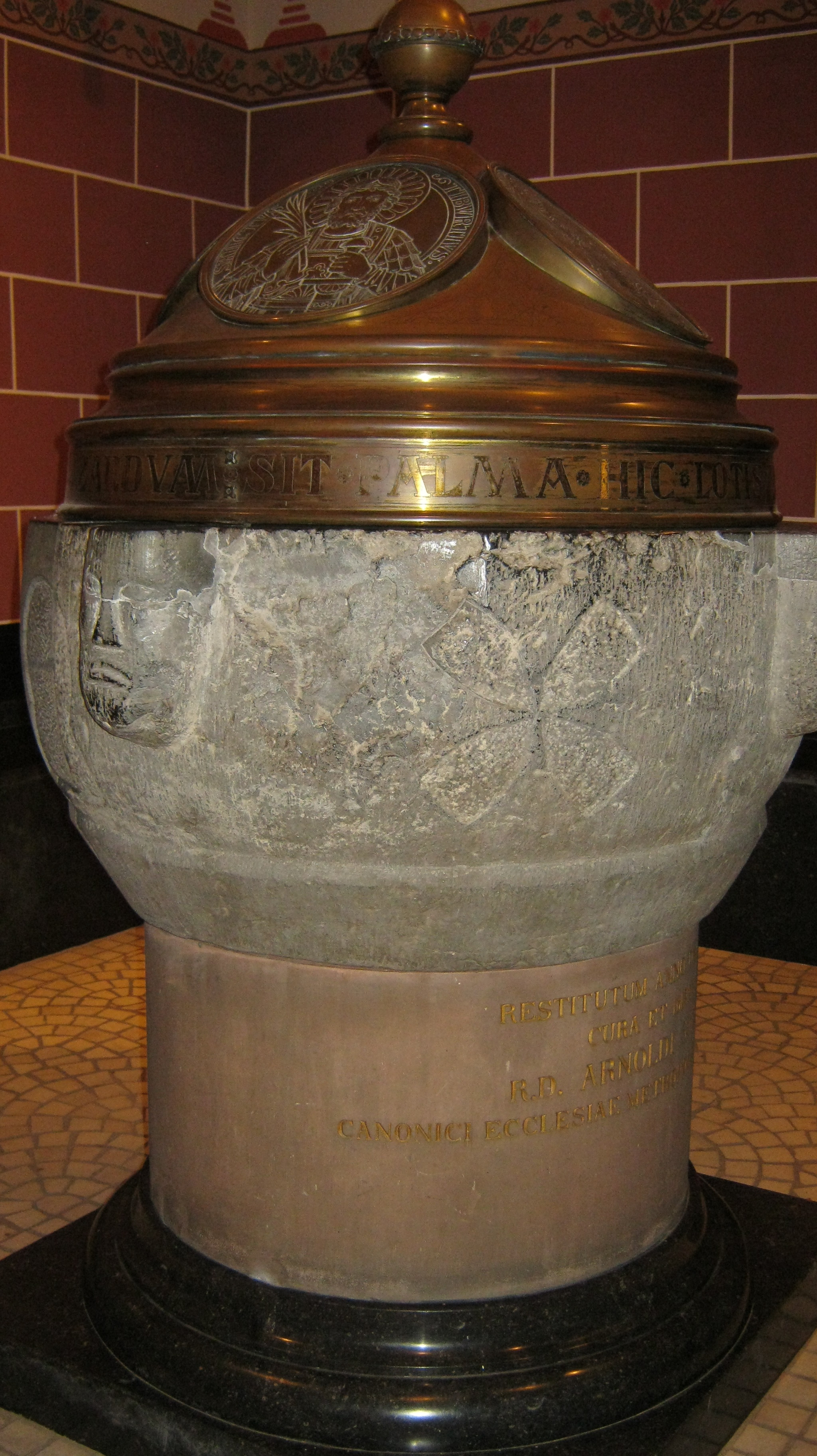
Taufstein
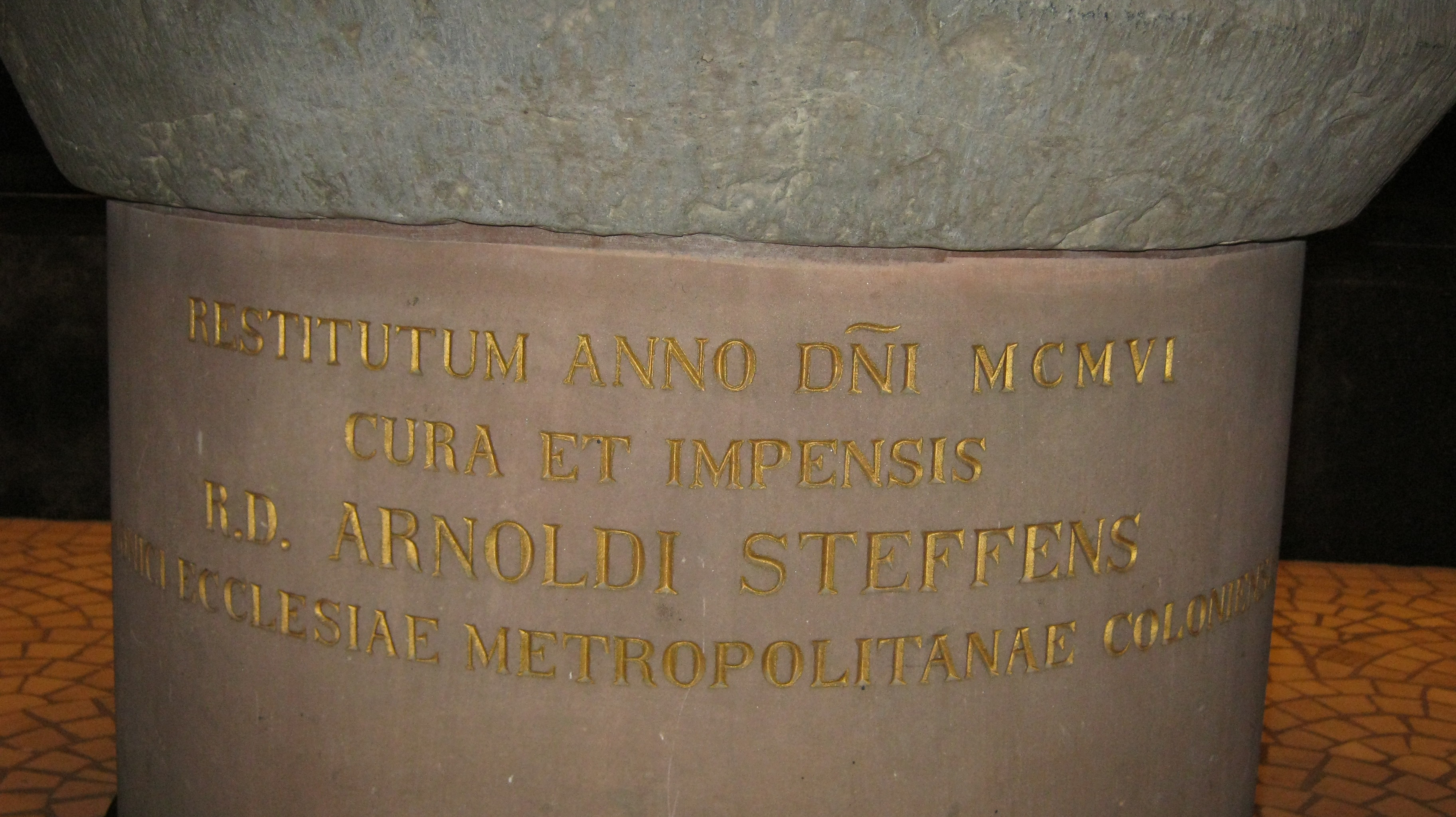
Taufsteinsockel
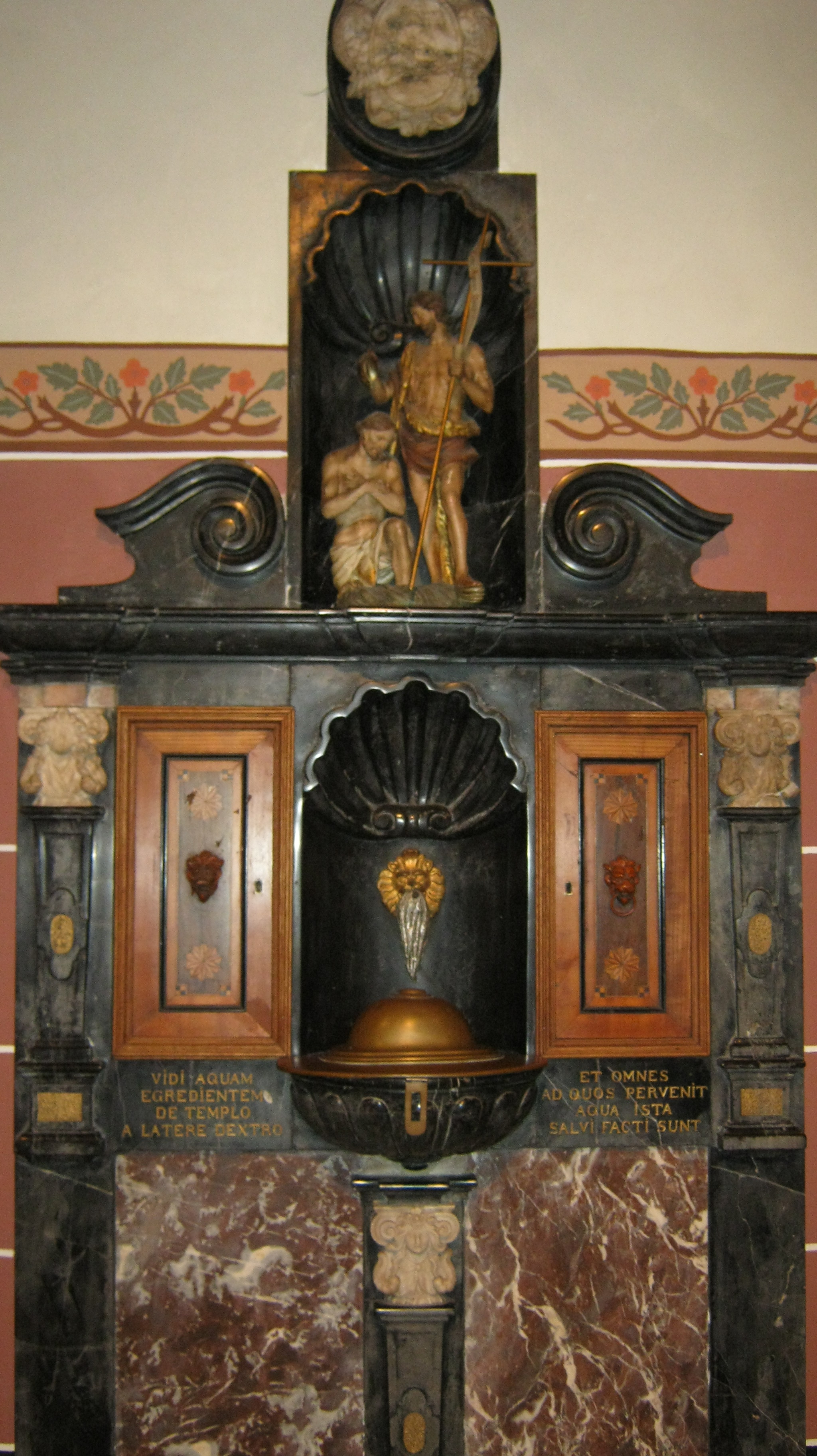
Taufaltärchen

## Heiligenfiguren
Die Pfarrkirche St. Cäcilia verfügt über acht Heiligenfiguren jeweils als Statue sowie vier kleine Evangelisten-Figuren. Sie sind fester Bestandteil sakraler Kunst und stets etwas Besonderes. Alle haben daher auch ihren besonderen Platz und können von allen Kirchenbesuchern betrachtet werden. Am 1. Mai 1908 wurden im Erzbischöflichen Museum in Köln vier dieser Heiligenstatuen, die über ein Jahrhundert auf dem Dachboden der Pfarrkirche lagerten, von dem Kölner Bildhauer Josef Fink restauriert.

### Mutter Gottes mit Kind
Im Altarchor finden wir zur linken Seite die Statue der Mutter Gottes mit Kind. Das Herstellungsjahr der Statue ist leider nicht bekannt.

### Hl. Cäcilia von Rom
Im Altarchor finden wir zur rechten Seite die Statue der hl. Cäcilia. Sie stammt aus dem Jahre 1858 und wurde von dem Kölner Bildhauer C. Stephan geschaffen.

### Hl. Johannes Nepomuk
Johannes Nepomuk war ein böhmischer Priester und Märtyrer. Er wurde 1729 von Papst Benedikt XIII. heiliggesprochen. Die Statue besteht aus Eichenholz und stammt ursprünglich aus der Hauskapelle der 1848 ausgestorbenen Niederzierer Familie der Grafen von Hochsteden.

### Hl. Ursula von Köln
Ursula von Köln stammte aus der Bretagne und lebte im 4. Jh. n. Chr. Ursula war eine Frau, die möglicherweise in der Diokletianischen Verfolgung um 304 in Köln zusammen mit Gefährtinnen ermordet wurde. Die Renaissance-Statue ist aus Lindenholz gefertigt.

### Hl. Urban
Urban ist ein viel verehrter Heiliger. Es gibt deren gleich drei, die in einer Person verehrt werden. Alle drei Urbani verehrt man heute am 25. Mai. Die in der Kirche befindliche Statue aus Lindenholz stellt den Hl. Urban I. als Papst (221–230 n. Chr.) dar und ist leicht zu erkennen an der Tiara, dem Papstornat und dem Papststab. Sie stammt aus der Renaissance-Zeit. Neben der Hl. Cäcilia hatte die Pfarrkirche bis zum Jahre 1803 auch den Hl. Urban als weiteren Patron.

### Hl. Hubertus
Hubertus lebte als Pfalzgraf am Hof Theoderichs III. in Paris, später in Metz am Hofe Pippins des Mittleren, mit dem er wohl verwandt war. Als er verwitwete, ging Hubertus als Einsiedler in die Wälder der Ardennen, wo er apostolisch tätig war. 705 wurde er Bischof von Tongern-Maastricht, 716 verlegte er seinen Bischofssitz nach Lüttich. Er ließ dort eine Kathedrale bauen, galt aber auch als fürsorglicher Wohltäter. Seit dem Mittelalter wird die Hubertus-Legende erzählt, nach der er auf der Jagd von einem prächtigen Hirsch mit einem Kruzifix zwischen dem Geweih bekehrt wurde. Deshalb wird Hubertus als Schutzpatron der Jagd angesehen. Die Statue ist wohl die älteste aller in der Kirche befindlichen Statuen. Sie stammt aus der gotischen Periode und wurde aus Lindenholz gefertigt.

### Hl. Nikolaus von Myra
Nikolaus von Myra ist einer der populärsten Heiligen, dessen Festtag, der 6. Dezember, mit vielen Bräuchen verbunden ist. Er wirkte in der ersten Hälfte des 4. Jahrhunderts als Bischof von Myra in der kleinasiatischen Region Lykien. Seine Statue befindet sich im wieder aufgestellten und aufwändig restaurierten Nikolausaltar im vorderen Querschiff der Pfarrkirche und stammt von dem Kölner Bildhauer C. Stephan aus dem Jahre 1858.

### Herz-Jesu-Figur
Diese große Christus-Statue wurde im Jahre 2003 erworben und im südlichen Seitenschiff aufgestellt. Schon in der Urkirche gab es die Vorstellung einer aus dem Herzen Jesu hervorgehenden Kirche. Im Übergang des christlichen Altertums zum Mittelalter formte sich eine Herz-Jesu-Frömmigkeit aus. Die Verehrung des Heiligsten Herzens Jesu ist eine Ausdrucksform der katholischen Spiritualität. In der Präfation des Hochfestes vom Heiligsten Herzen Jesu heißt es: „Aus seiner geöffneten Seite strömen Blut und Wasser, aus seinem durchbohrten Herzen entspringen die Sakramente der Kirche. Das Herz des Erlösers steht offen für alle, damit sie freudig schöpfen aus den Quellen des Heiles.“

### Vier Evangelisten
An den beiden vorderen, inneren Querwänden des südlichen und nördlichen Seitenschiffes finden wir vier kleine Holzstatuen. Hier werden die vier Evangelisten Matthäus, Markus, Lukas und Johannes dargestellt. Als Autoren der vier biblischen Evangelien werden sie seit dem 4. Jahrhundert mit geflügelten Symbolen dargestellt. Ein Mensch versinnbildlicht Matthäus, der Löwe Markus, der Stier Lukas und der Adler Johannes.

### Gnadenbild

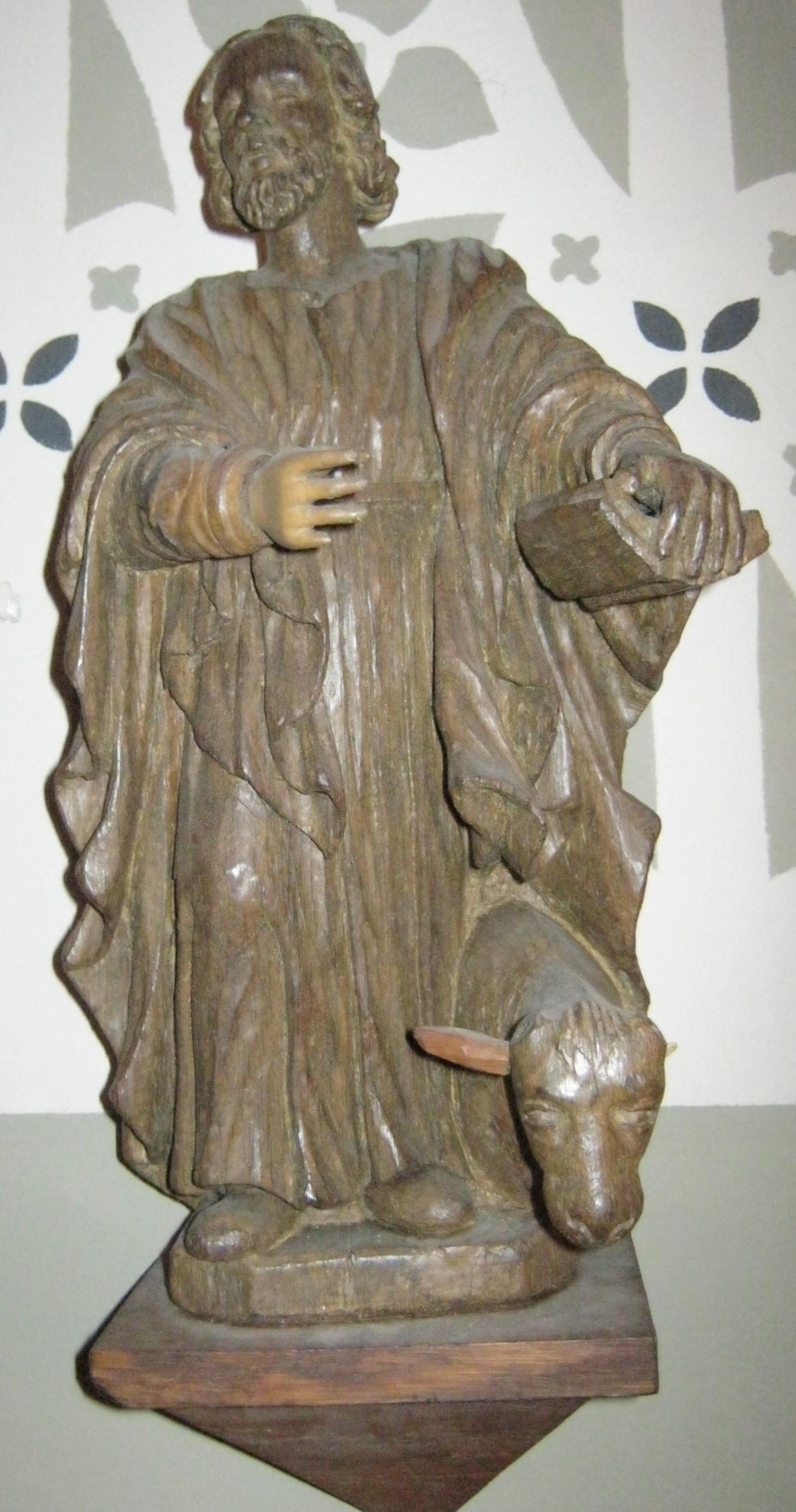
Lukas
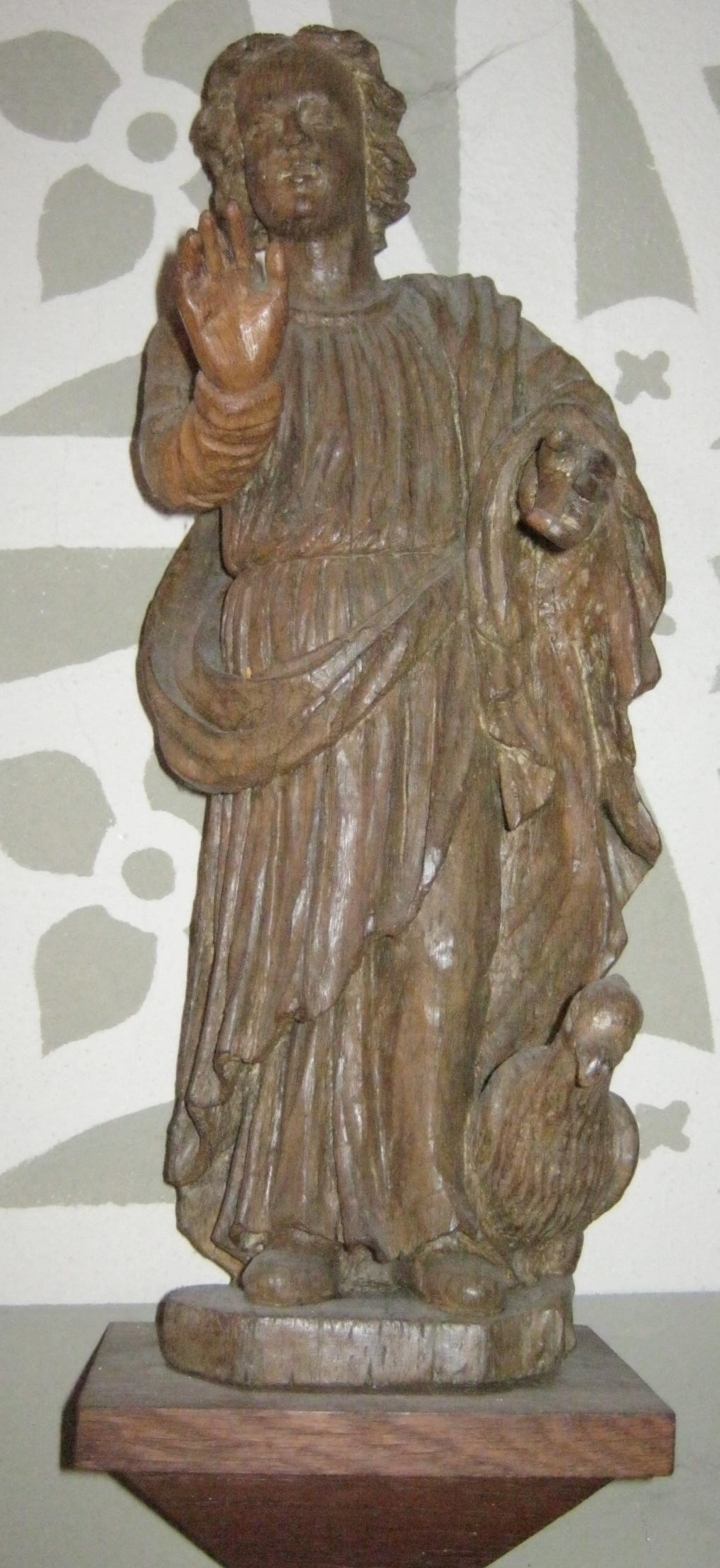
Johannes
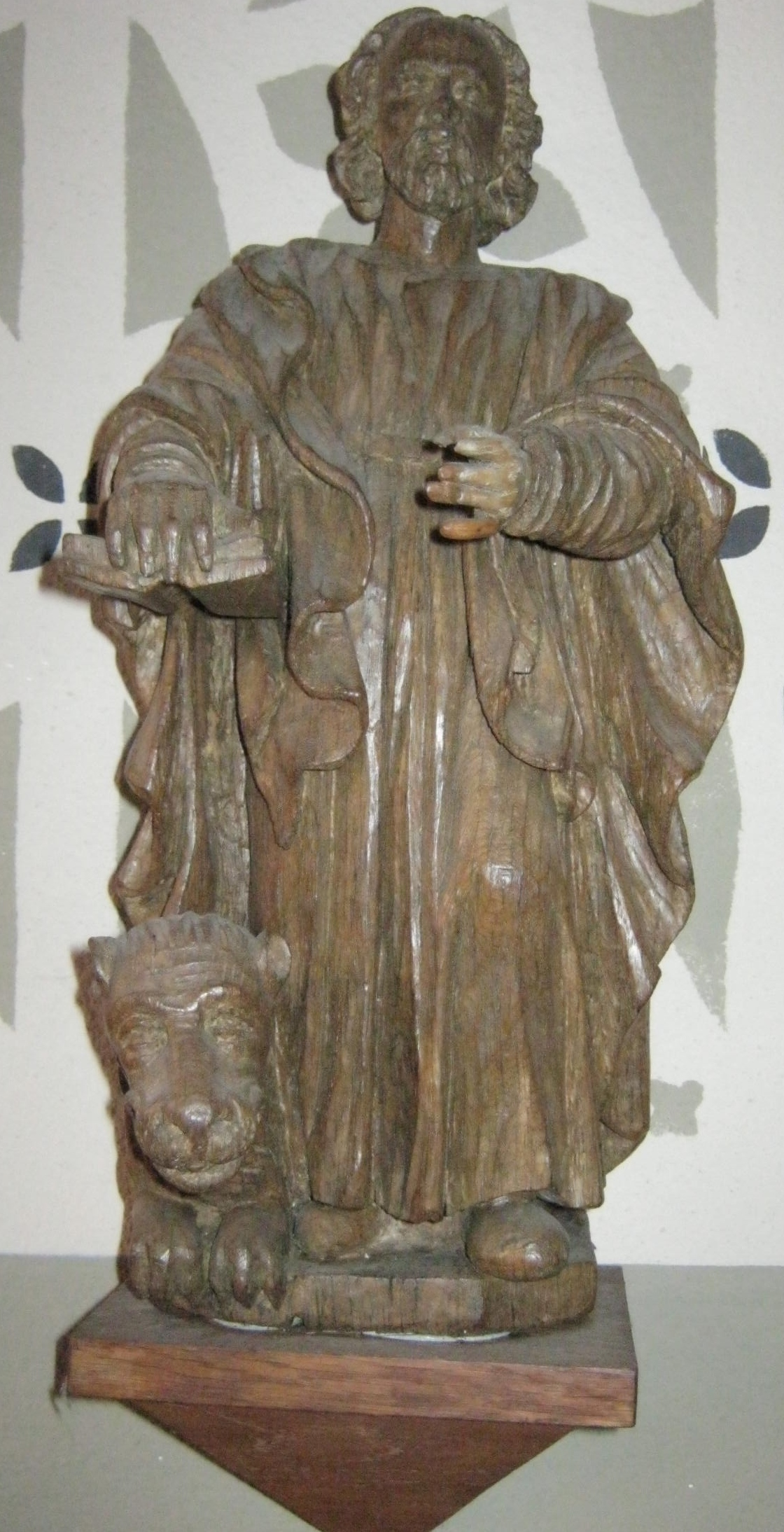
Markus
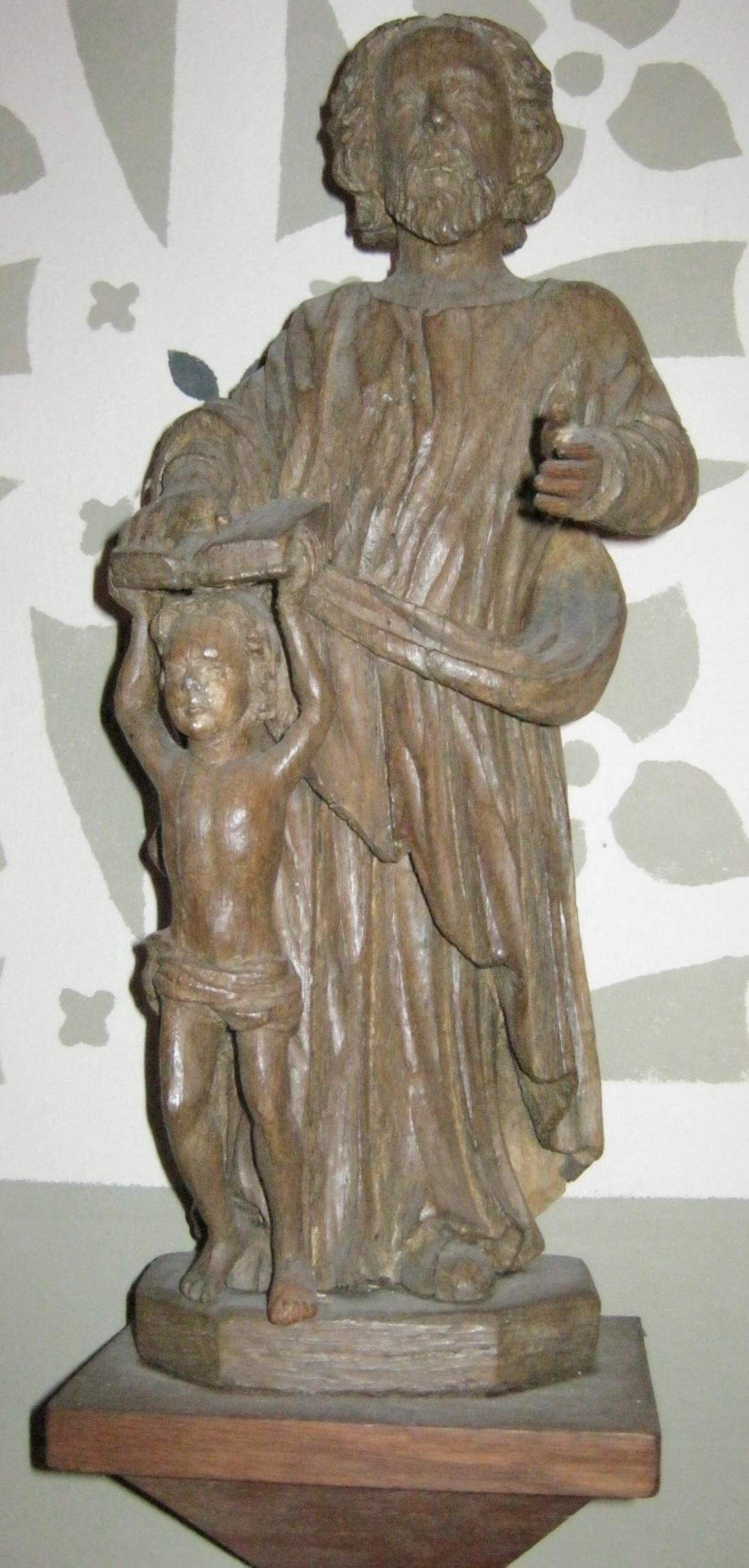
Matthäus

Neben den Statuen und Figuren befindet sich im nördlichen Seitenschiff ein Gnadenbild. Es ist eine Kopie der byzantinischen Ikone Gnadenbild Unserer Lieben Frau von der immerwährenden Hilfe in einem kräftigen Holzrahmen mit 24 farbigen Steinelementen auf einem Holzsims. Für viele Gläubige ist das Gnadenbild ein beliebter Verweilort zu einem kurzen Gebet, verbunden mit dem Anzünden einer kleinen Opferkerze.

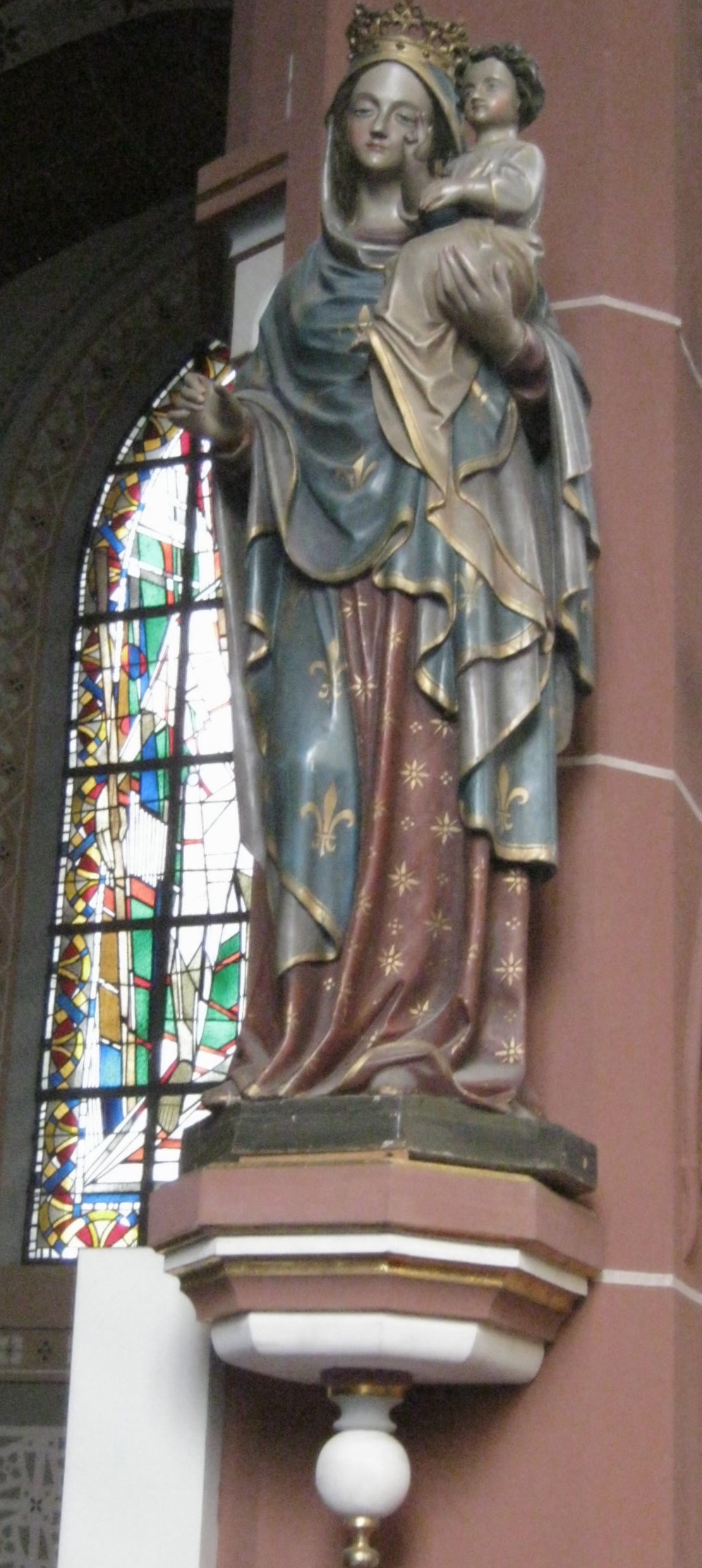
Muttergottes mit Kind
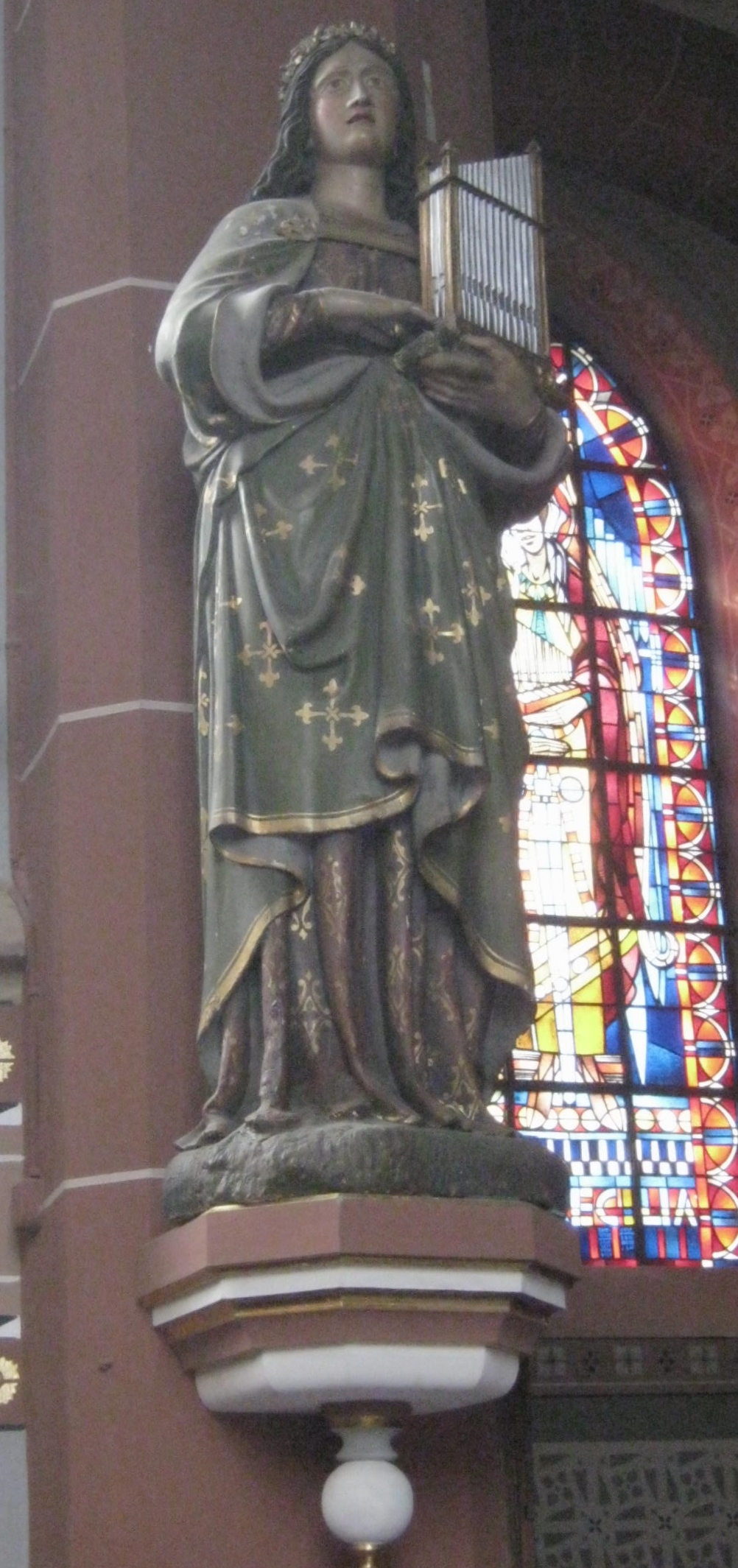
Hl. Cäcilia
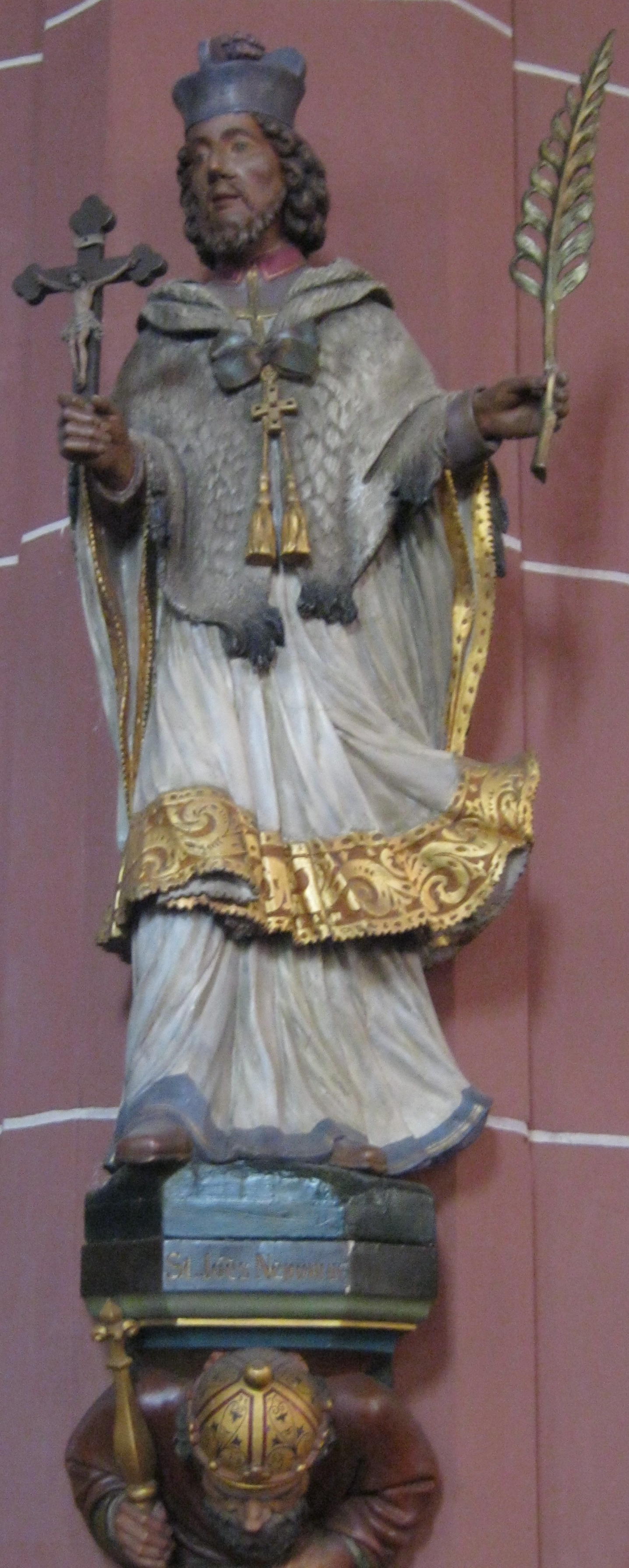
Hl. Johannes von Nepomuk
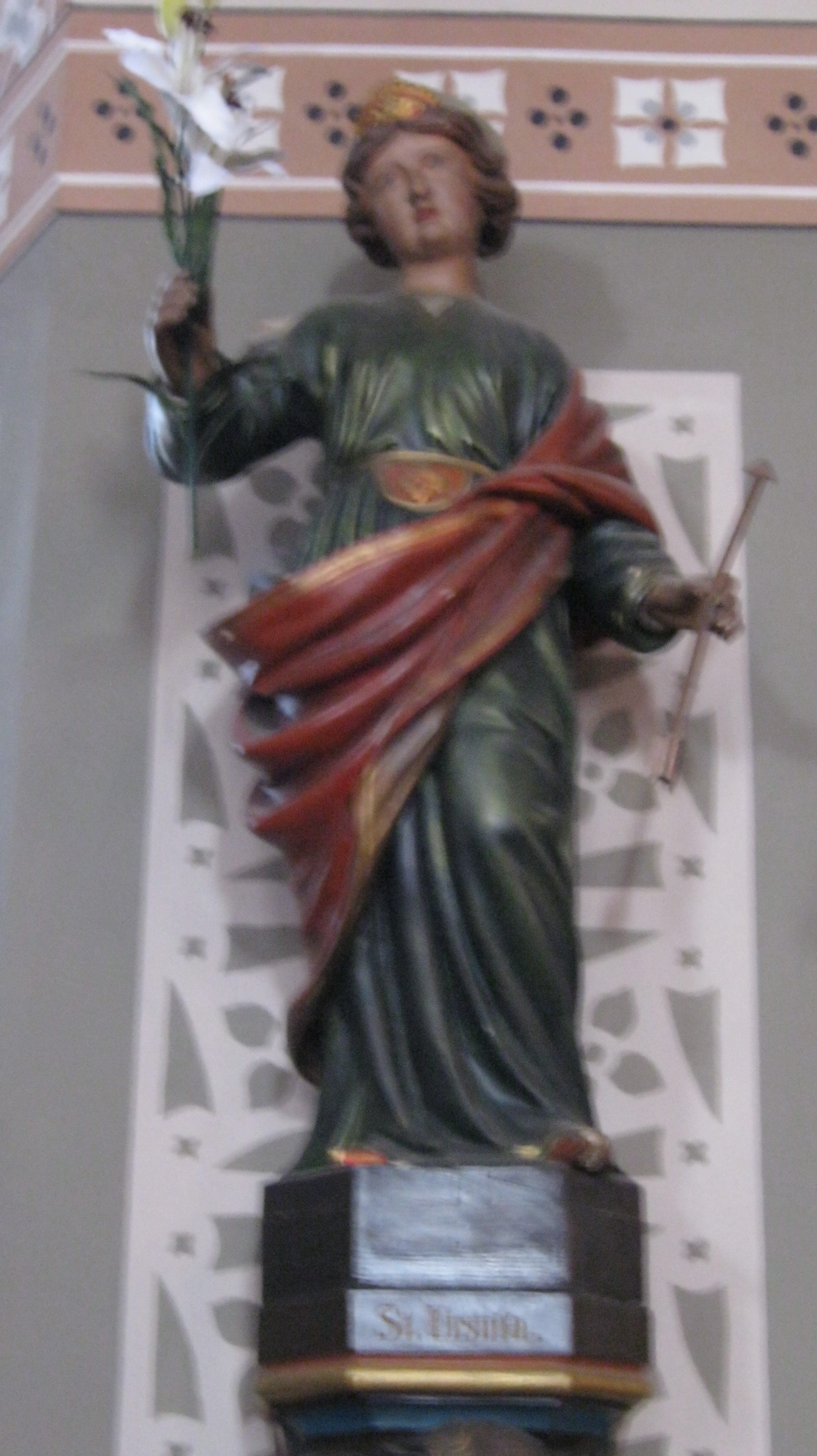
Hl. Ursula
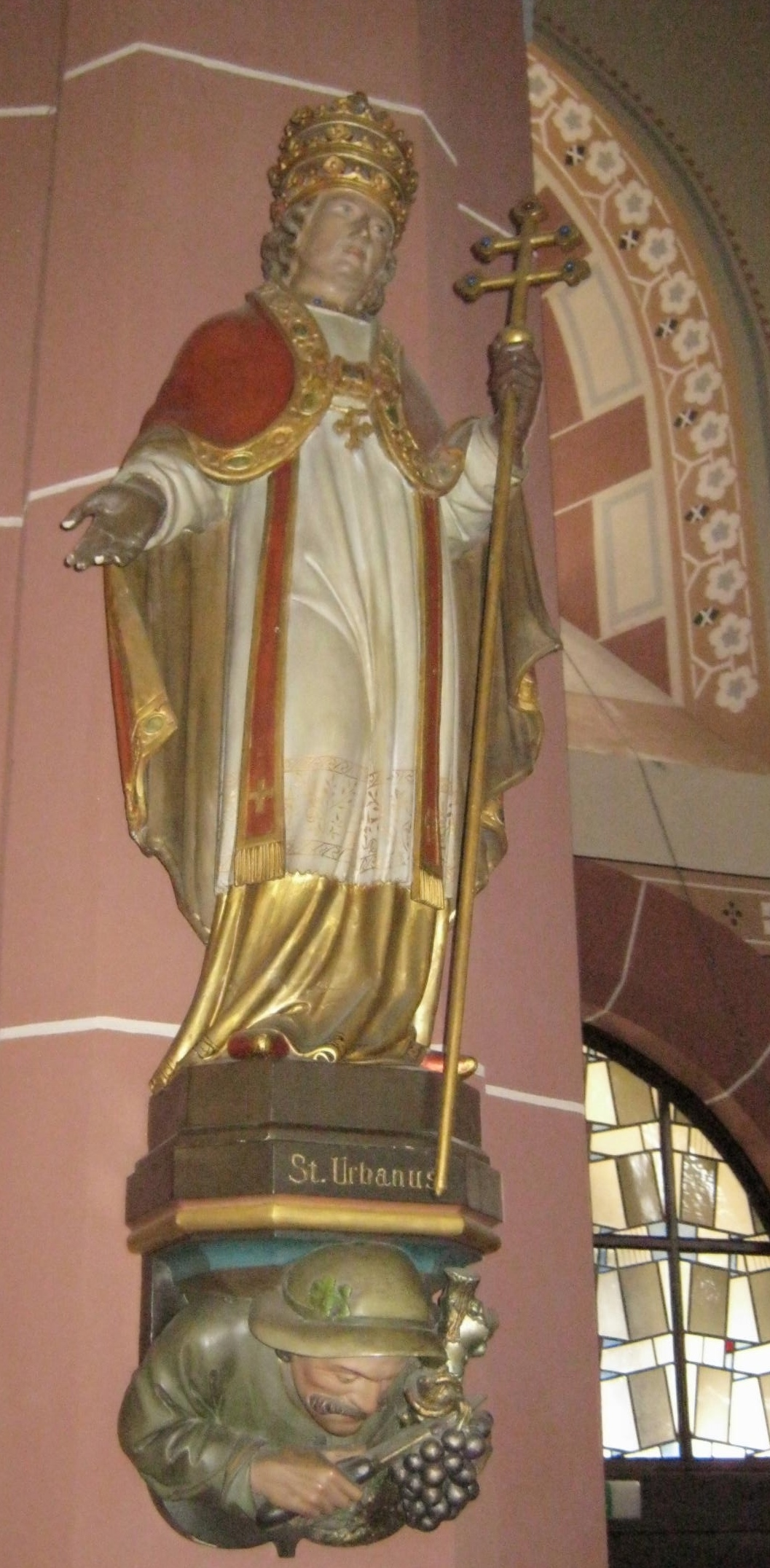
Hl. Urban
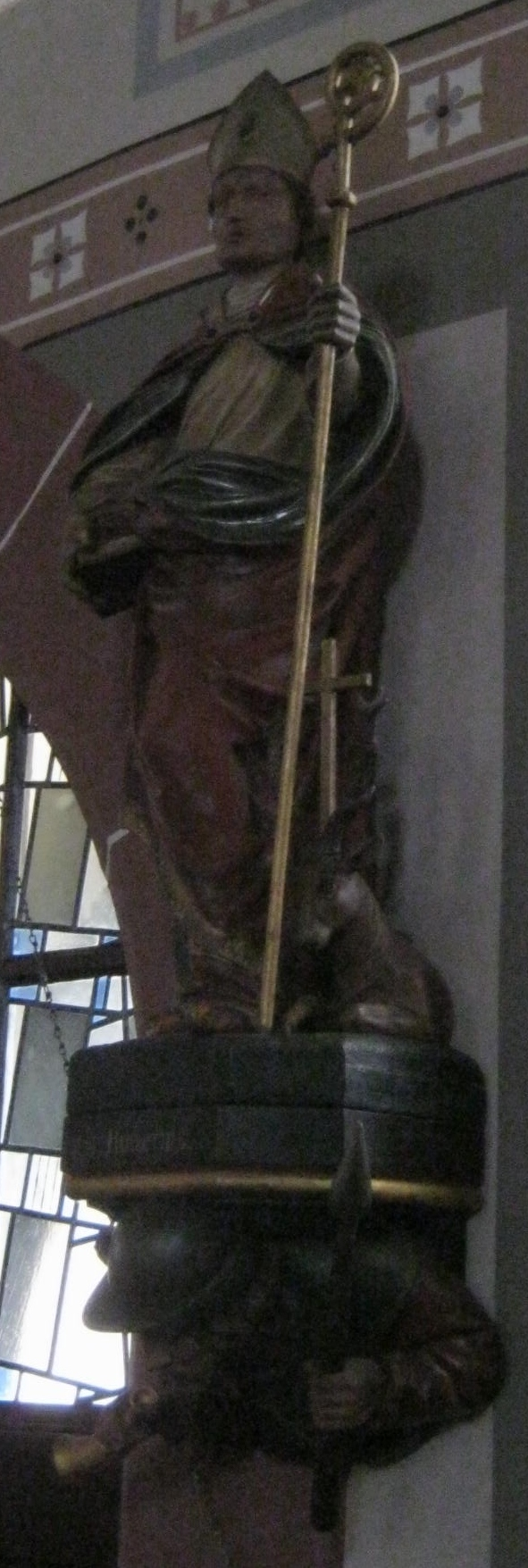
Hl. Hubertus
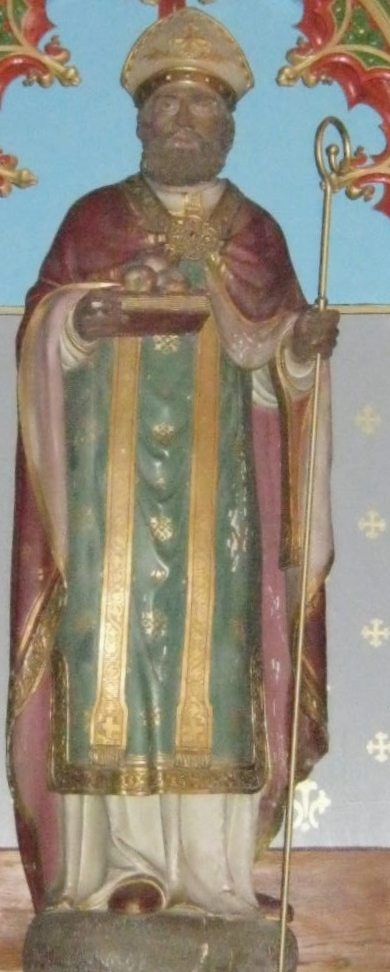
Hl. Nikolaus
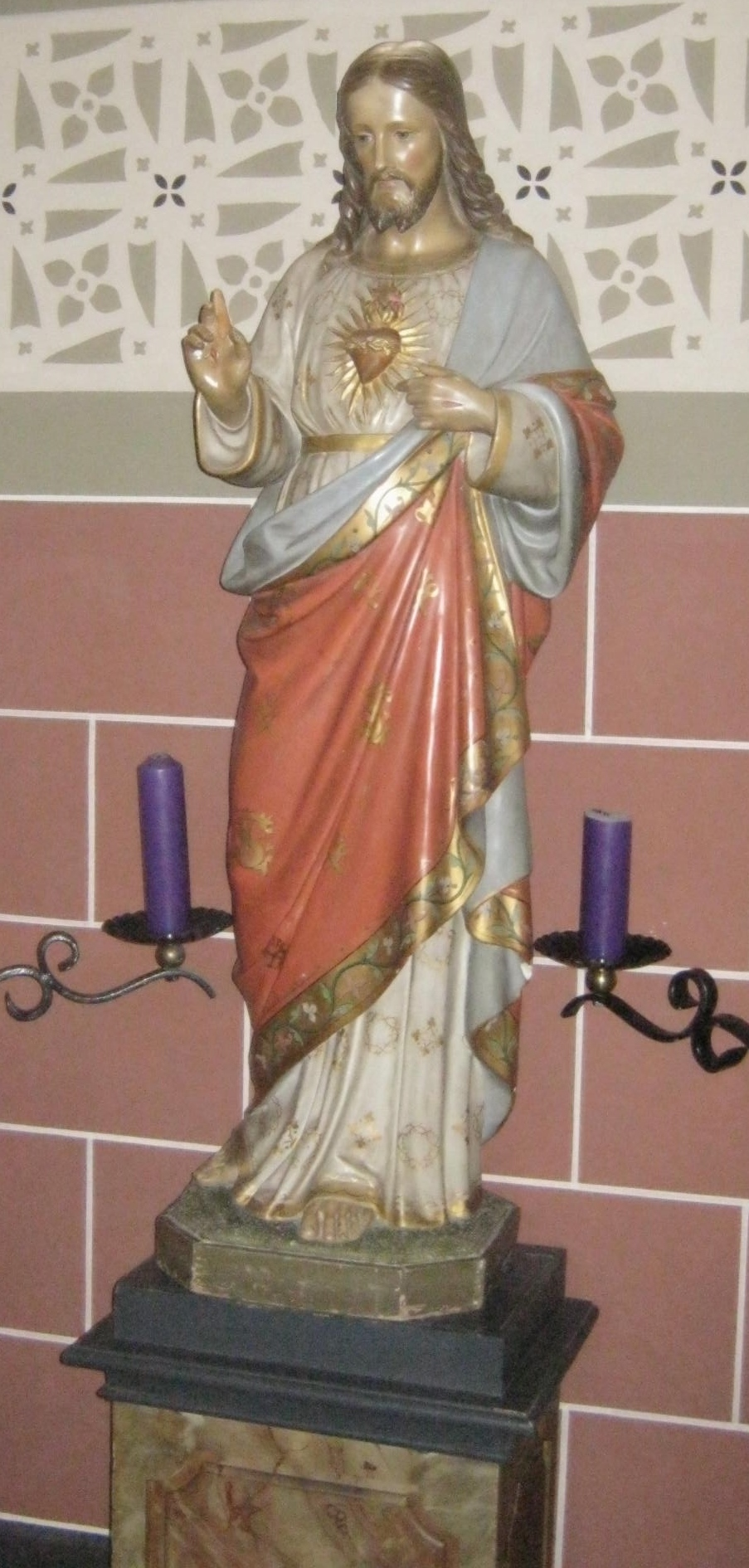
Herz-Jesu-Figur
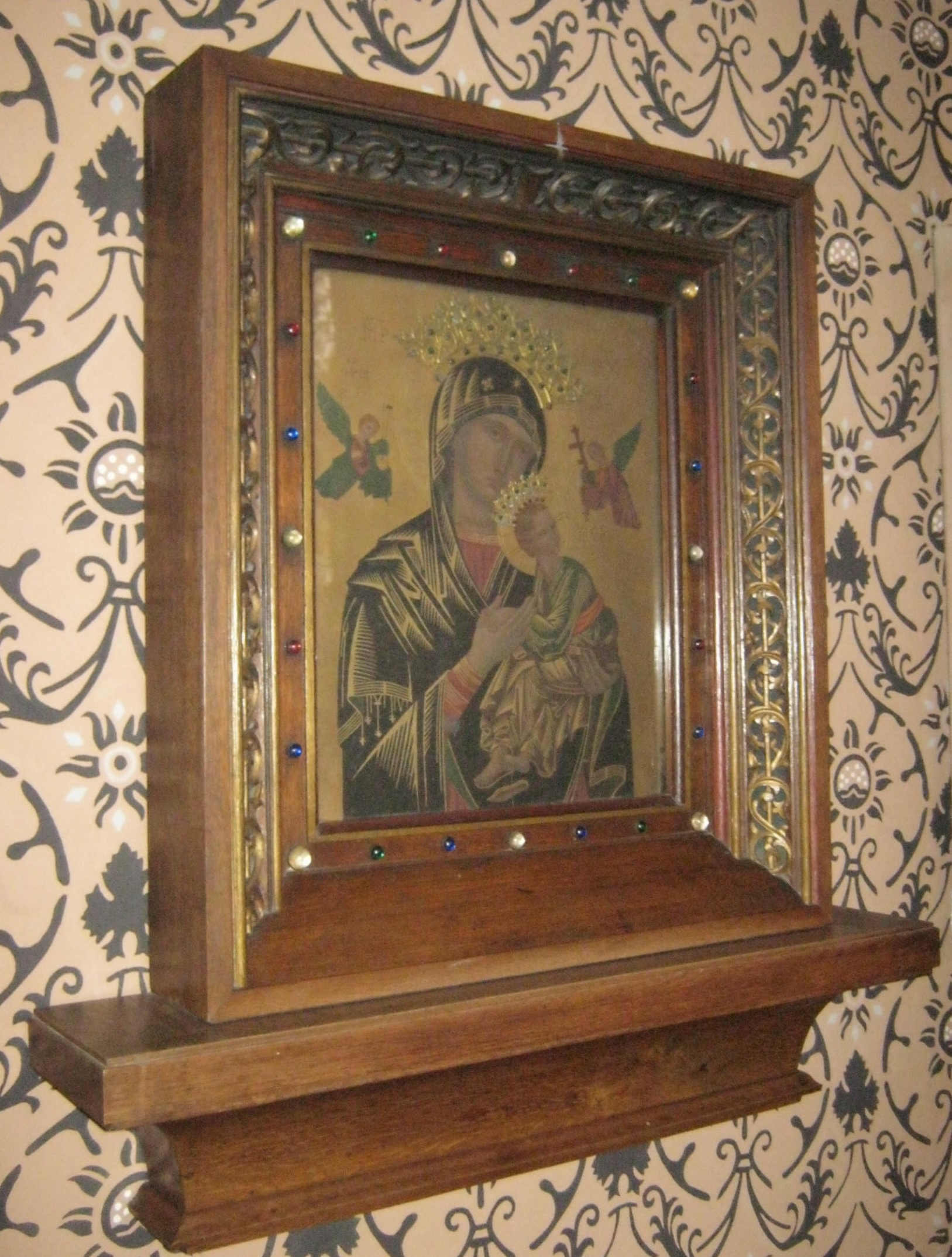
Gnadenbild

- Lukas
- Johannes
- Markus
- Matthäus

## In Niederzier geborene Personen
- Arnold Steffens († 19. September 1923 in Köln), Päpstlicher Hausprälat, Domkapitular, Senior des Metropolitan-Kapitels in Köln, Erzbischöflicher Offizial, Generalvikariatsrat und Generalexaminator.